# Forstenrieder Park

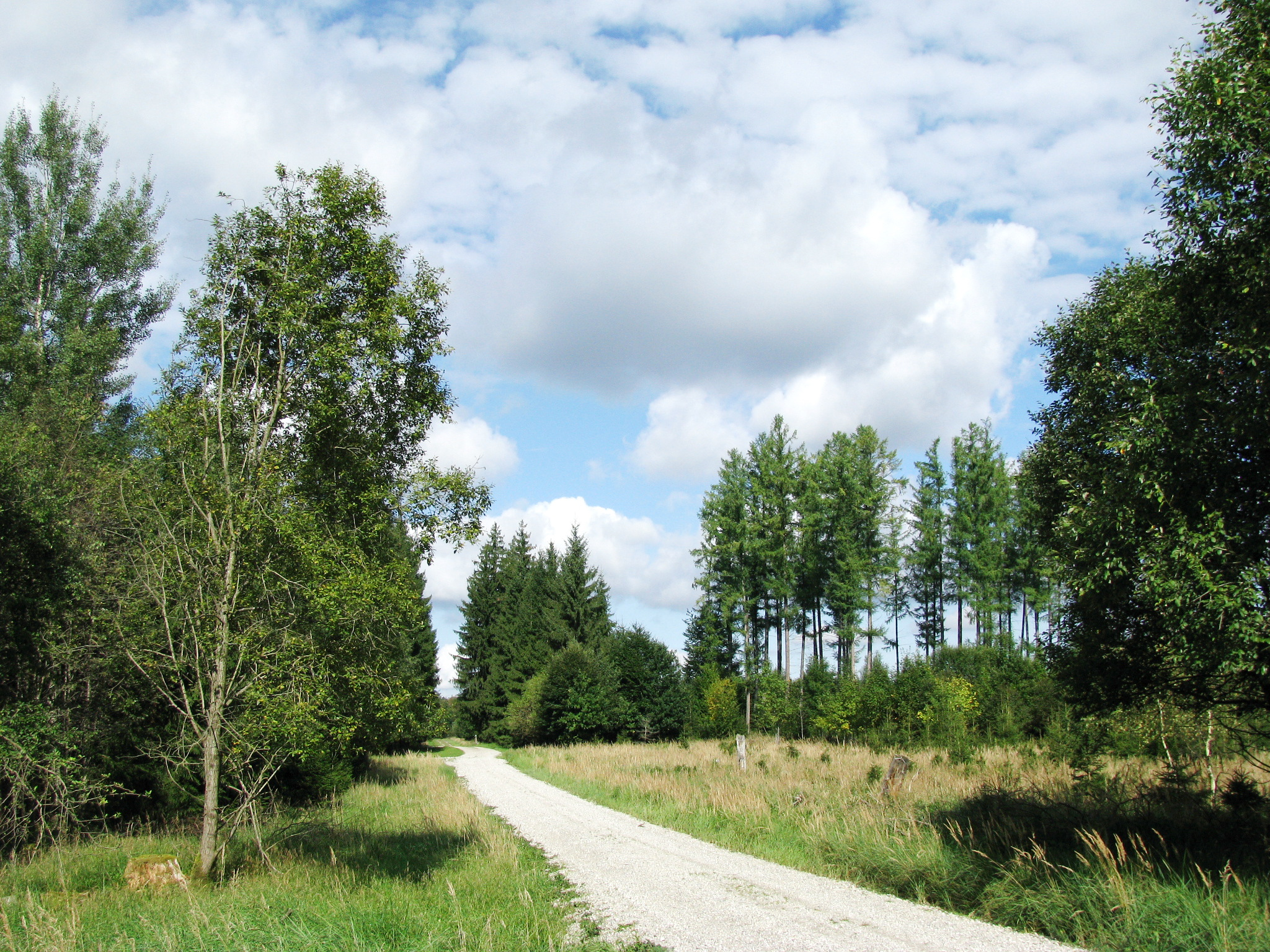
Forstweg im Forstenrieder Park

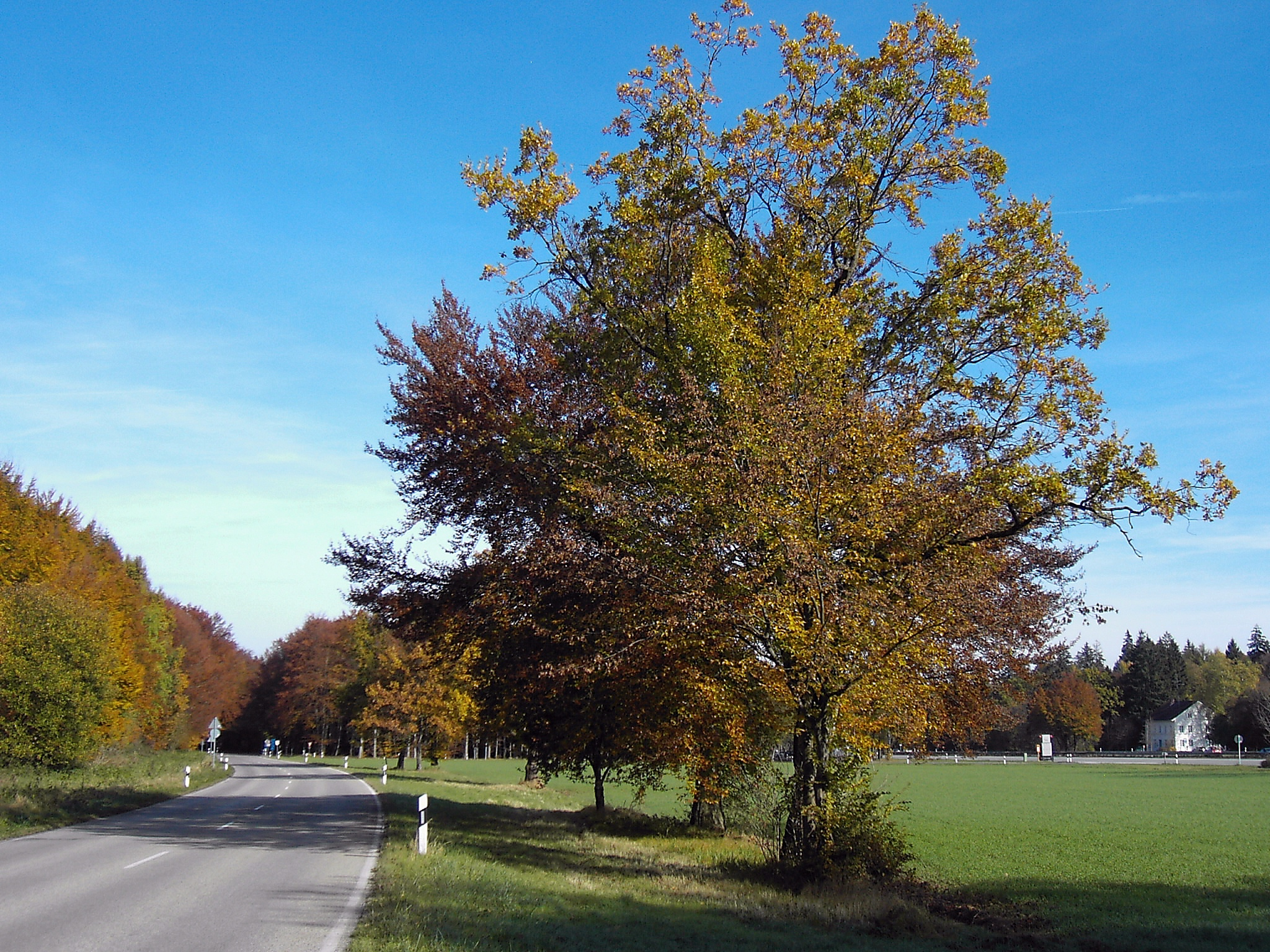
Waldeingang beim Forsthaus Oberdill

Der Forstenrieder Park ist ein großflächiges Waldgebiet südwestlich von München. Der Staatsforst, aus dem er hauptsächlich besteht, liegt im Landkreis München größtenteils auf gemeindefreiem Gebiet, das eine Fläche von 37,09 km² aufweist. Er bildet zusammen mit dem nahtlos sich nordwestlich anschließenden Forst Kasten und dem Fürstenrieder Wald ein 49,12 km² großes Landschaftsschutzgebiet. Die ehemaligen Hutewälder und das ehemalige Jagdgebiet des Adels und der Wittelsbachischen Landesherren haben eine weit in die Vergangenheit reichende Geschichte und sind heute als ausgedehnter Nadel- und Mischwald von Bedeutung als Rohstoffquelle, Trinkwasserfördergebiet und für das lokale Klima. Ferner hat sich das Gebiet als Rückzugsfläche einiger seltener Pflanzen- und Tierarten etabliert. Es ist Teil des Münchner Grüngürtels. Nicht zuletzt dient der Forstenrieder Park zur Erholung und zu zahlreichen Freizeitaktivitäten der Münchner Stadtbevölkerung.

## Geographie und Geologie

### Lage
Der Forstenrieder Park stößt an die südliche Stadtgrenze von München und dort an die Stadtteile Solln, Forstenried und Fürstenried. Des Weiteren grenzt er an die Gebiete der Orte (im Uhrzeigersinn) Pullach, Baierbrunn, Hohenschäftlarn, Oberdill, Leutstetten, Buchendorf und Neuried. Die Autobahn München–Garmisch-Partenkirchen (A 95) und die direkt neben ihr verlaufende Landstraße München–Starnberg (Staatsstraße 2065) teilen den Park in zwei Teile. Im Osten wird der Wald stellenweise durch die Bundesstraße 11 München–Wolfratshausen begrenzt.

### Geologie
In der letzten Kaltzeit (Würmeiszeit) transportierten Schmelzwässer des Isar-Loisach-Gletschers gewaltige Mengen abgerundeten Schotters nach Norden, unter anderem in die Münchner Schotterebene, auf welcher der größte Teil des Parks liegt. In dessen nördlichem Teil ist die eiszeitliche Schotterdecke durchschnittlich 20 bis 30 Meter dick und liegt den grundwasserstauenden, voreiszeitlichen Ablagerungen der oberen Süßwassermolasse (Flinz) auf. Im südlichen Teil sind Alt-Moränen und lössbedeckte Schotter der vorletzten Eiszeit (Rißeiszeit) zwischen den würmeiszeitlichen Abflussrinnen liegen geblieben. Diese Bereiche sind von bis zu 5 Kilometer langen und bis zu 10 Meter tief eingeschnittenen Tälern mit Fließerden und Periglazialschottern durchzogen, wie z. B. das Ottertal.

### Gliederung
Auf das gemeindefreie Gebiet Forstenrieder Park entfallen vier Staatsforstdistrikte, die mit aufsteigenden Römischen Zahlen nummeriert sind. Sie sind auch durch Flurnamen bezeichnet, da sie gleichzeitig Fluren sind. Sie sind wiederum in Abteilungen untergliedert, die nur durch aufsteigende natürliche Zahlen bezeichnet sind und die Flurstücken entsprechen. Die Flurstücksnummern der Flurstücke im Grundbuch sind andere als die Nummern der Abteilungen. An den Grenzen dieser Flurstücke orientieren sich die allermeisten Wege und Geräumte im Gebiet:
- Staatsforstdistrikt XII Hirschwiese (im Osten)
- Staatsforstdistrikt XIII Spitzelsgräben (im Süden)
- Staatsforstdistrikt XV Heuberg (im Westen)
- Staatsforstdistrikt XVI Sauschütt (im Norden)

Der Forstenrieder Park umfasste seit der vollständigen Vermessung und Neuvermarkung 1796 diese vier Distrikte, ohne die Pullacher Hölzer. Durch die Ausgliederung aller Privatgrundstücke 1803 erhielt der Forstenrieder Park im Wesentlichen seine heutige Ausdehnung. Die Distrikte werden voneinander abgegrenzt durch die in nordost-südwestlicher Richtung verlaufende BAB 95, die in diesem Abschnitt der historischen Chauſsee von Starnberg nach München folgt, sowie durch das etwa rechtwinklig dazu verlaufende Ludwigs-Geräumt.
Im Nordosten weist der Forstenrieder Park eine rund 910 m² große Enklave der Stadt München auf, wo sich das Forsthaus Hubertus befindet.

### Geräumte
Das Waldgebiet ist weiter durch meist parallel und rechtwinklig zueinander verlaufende dauerhaft waldfrei gemachte Schneisen, Geräumte genannt, in rechteckige Abteilungen (Staatsforstreviere) unterteilt. Die Summe der Fläche der Staatsforstreviere beträgt etwa 3.900 Hektar.
In ihrem heutigen Verlauf gehen die Geräumte auf eine Neueinteilung im Jahr 1809 zurück. Sie sind mit Namen aus der bayerischen Königsfamilie oder anderer bedeutender Bayern bezeichnet.
Die Nordwest nach Südost verlaufenen Geräumte sind (von Nordost aus) das Link-Geräumt (die direkte Verbindung von Neuried nach Pullach), das Zyllnhard-Geräumt (nach Karl von Zyllnhard), das Preysing-Geräumt (nach Johann Maximilian IV. von Preysing, s. a. Preysingsäule), das Ludwigs-Geräumt (nach König Ludwig I.), das Hompesch-Geräumt (nach Johann Wilhelm von Hompesch), das Marien-Geräumt (nach Prinzessin Maria Anna), das Friederiken-Geräumt (nach Königin Friederike Karoline Wilhelmine) sowie das Dillis-Geräumt (nach Johann Georg von Dillis) bei Oberdill und das dieses weiter östlich fortsetzende Amalien-Geräumt (nach Prinzessin Amalie Auguste). Die von Nordost nach Südwest verlaufenen Geräumte sind (von Nordwest aus) das Elisen-Geräumt (nach Prinzessin Elisabeth Ludovika), das Max-Joseph-Geräumt (nach König Maximilian I. Joseph), das Karl-Geräumt (nach Prinz Karl), das Theresien-Geräumt (nach Königin Therese), das Karolinen-Geräumt (ebenfalls nach Königin Friederike Karoline Wilhelmine), das Augusten-Geräumt (nach Prinzessin Auguste) und das Charlotten-Geräumt (nach Prinzessin Karoline Charlotte Auguste).
Vereinzelt gibt es zusätzliche Wege parallel zwischen den Geräumten sowie nicht dem Raster folgende Wege wie ein Römerstraße genannter Forstweg, der dem Verlauf der Via Julia zwischen Buchendorf und Buchenhain folgt, das Neurieder Straßl vom Ludwigs-Geräumt nach Neuried, der Neuhauser Weg von Unterdill aus nach Süden, der von diesem abzweigende Warnberger Weg nach Warnberg und der Weg durch das Ottertal.

## Geschichte

### 14. bis 18. Jahrhundert
1399 kaufte Herzog Ludwig der Gebartete die Veste Baierbrunn zusammen mit dem Forst. Von dieser Zeit an war der Forstenrieder Park das bevorzugte Jagdgebiet der Wittelsbacher und genoss daher über Jahrhunderte einen besonderen Schutz. Nach der Überlieferung herrschte zwischen 1640 und 1650 eine große Wolfsplage im Forstenrieder Park. Zur Ausübung der Parforcejagd ließ Kurfürst Max Emanuel ab 1687 Schneisen („Geräumte“), Wege und Sternplätze einrichten.
Früher erstreckte sich der Wald weit über seine heutigen Grenzen hinaus, bis zum Schloss Fürstenried, welches seinerzeit Kurfürst Max Emanuel als Jagdschloss mitten in dem damals genannten Hirschjagdpark erbauen ließ. Vorbild der Gesamtanlage war sein Schloss Bouchefort bei Brüssel. Schloss Fürstenried diente zur Unterbringung der Jagdgesellschaften, für Bankette, Feste und Bälle. Max Emanuels Nachfolger Kurfürst Karl Albrecht ließ 1733–1735 vier weitere „Jagdlusthäuser“ im Park errichten, das so genannte gelbe, blaue, rote und grüne Haus. Es war dies die Zeit der großen Parforcejagden.

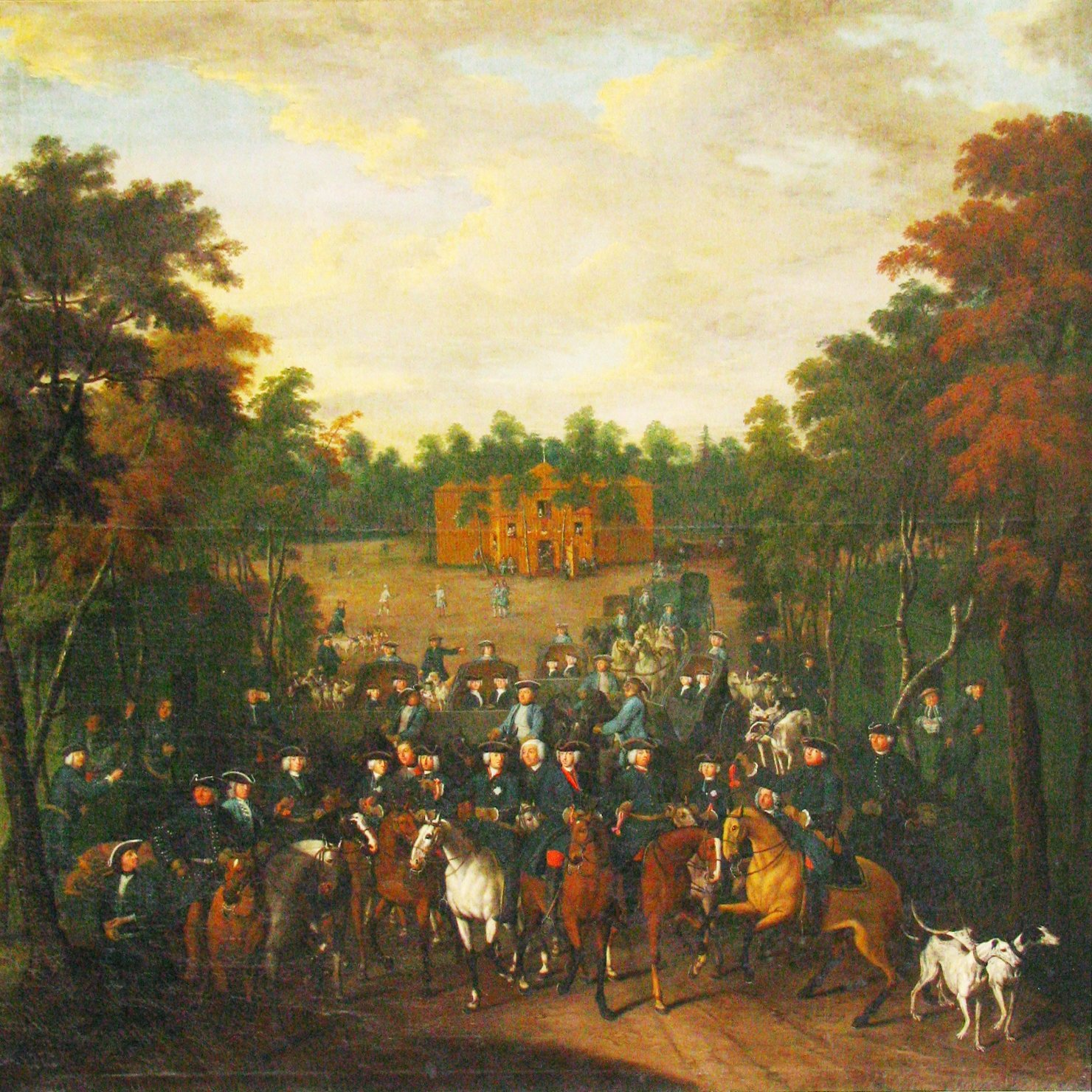
Gemälde Parforcejagd am Gelben Haus von Peter Jakob Horemans

Das Gelbe Haus  gehörte zu den ab 1733 errichteten Jagdlusthäusern. Diese waren aus Holz und wurden nach ihrem Farbanstrich benannt. Sie dienten der höfischen Jagdgesellschaft zur Verpflegung und wohl auch zur Übernachtung. Das Gelbe Haus, das von Johann Jakob Küchel auf seiner Reise durch München beschrieben wurde, hatte einen der Pagodenburg im Nymphenburger Park vergleichbaren Grundriss und war von acht Pavillons umgeben. Es lag in dem Karree, das heute aus Zyllnhard-, Augusten-, Preysinggeräumt und dem Spitzelbergweg gebildet wird. Diese Stelle liegt heute unscheinbar mitten im Wald, damals führte einer von sternförmig ausgehenden Wegen (Carlsstern) direkt zum Fürstenrieder Schloss. 1746 wurde das Gelbe Haus bereits wieder abgerissen, von ihm sind keine Relikte mehr vorhanden.

### 19. Jahrhundert
Aus Anlass der Ernennung Bayerns zum Königreich fand am 6. Januar 1806 eine Hofjagd mit Napoleon I. im Forstenrieder Park statt.

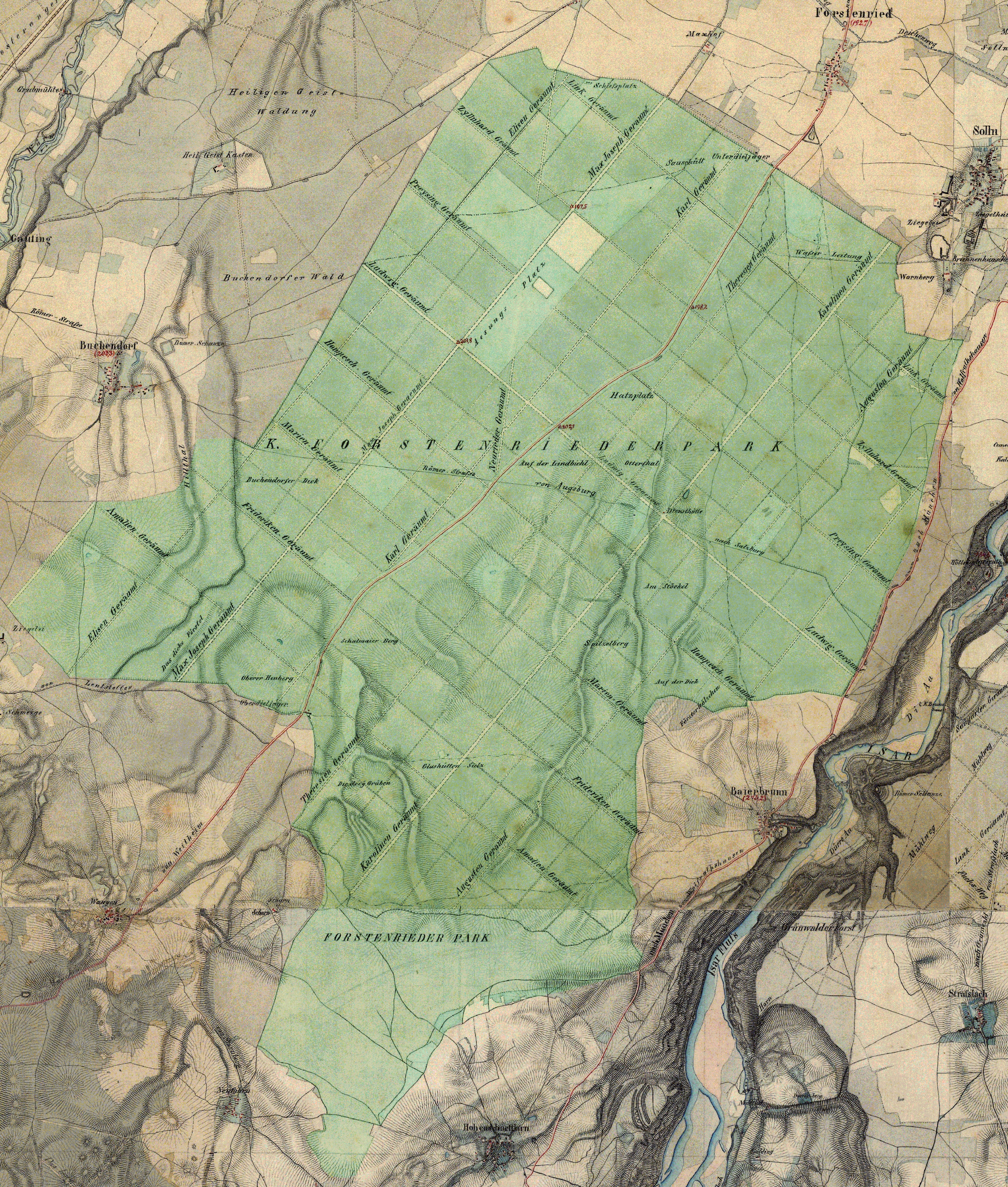
Historische Karte von 1877

Zu Beginn des 19. Jahrhunderts wandelte sich allmählich die Nutzung des Waldes. Im Jahr 1810 gab es die erste Forsteinrichtung und anstelle der alten Jagdschneisen wurden die Geräumte (zum Behuf der Jagd in den Wald gehauene Wege) angelegt. Mitte des 19. Jahrhunderts fanden im Park unter König Max II. die großen Zeugjagden mit anschließenden festlichen Hofjagdtafeln in Fürstenried statt. Für diese Jagden wurden auf einem Gelände von etwa 60 Tagewerk Tücher und Netze aufgezogen und das Wild durch nächtliche Feuer, Treiber und Hunde hineingejagt. Von einer nahestehenden Tribüne schossen dann die „Jäger“ das heranstürmende Wild ab. Wegen zu hoher Kostspieligkeit wurden diese Jagden, bei welchen an die 100 Edel- und Damhirsche, 100 Wildschweine, 20 Rehböcke und zahllose Hasen und Füchse fielen, aber wieder abgeschafft.
Für den Schutz vor Wildschäden wurde 1850 ein Zaun errichtet. Der westliche Teil des Parks wurde 1919 wieder ausgezäunt. Da es entlang der Straße zwischen München und Starnberg jedoch häufig zu Verkehrsunfällen durch Wildwechsel kam, wurde später an beiden Seiten dieser Straße ein neuer Zaun errichtet.
Seit 1853, als die Pullacher Privatwaldungen sowie der Buchendorfer Gemeindewald ausgegliedert wurden, existiert der Park in seiner jetzigen Gestalt.
Zwischen 1889 und 1892 vernichteten Nonnenraupen einen erheblichen Teil des Baumbestandes im Osten des Parks. Rund 550.000 Festmeter Holz mussten seinerzeit geschlagen werden. Anschließend wurde dieser Bereich neu aufgeforstet.

### 20. Jahrhundert
Über 500 Jahre lang hatten die Wittelsbacher im Wald, Schlössern und der Landschaft ihre Wurzeln gelegt. Kurz vor dem Ende der Monarchie erlegte König Ludwig III. dann den letzten bayerischen „Königshirsch“. An dieses Ereignis vom 7. Oktober 1918 erinnert eine Gedenksäule. Das „Marterl für den Königshirschen“ wird heute im Deutschen Jagd- und Fischereimuseum in München ausgestellt.

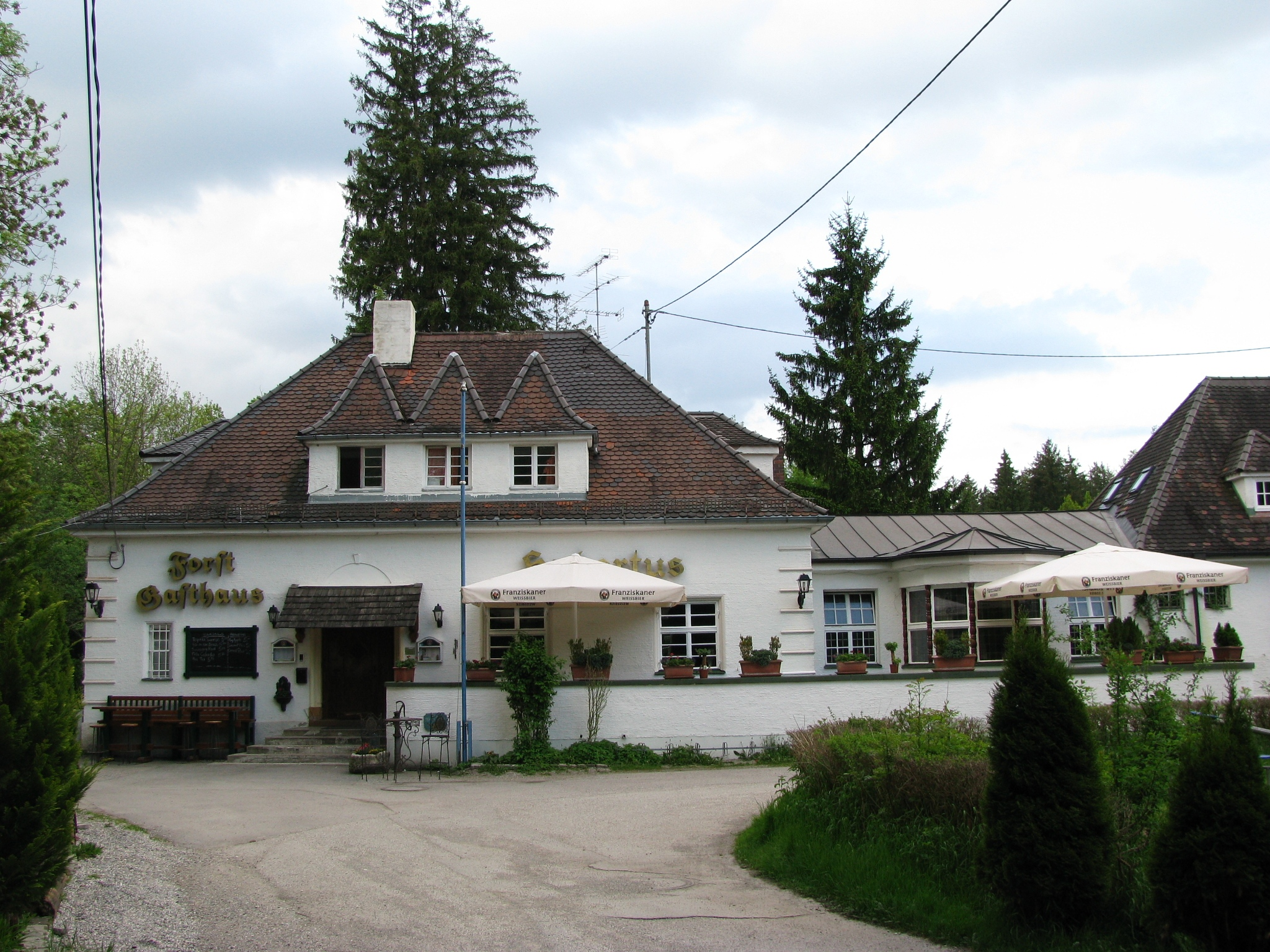
Gasthaus der Schießstätte Hubertus

Der Park wurde 1912, 1915, 1920, 1921 und 1926 von Waldbränden heimgesucht, nachdem er auch bereits früher, unter anderem in den Jahren 1747 und 1815, durch Brände mehr oder weniger schwer verwüstet wurde. Viele dieser Brände waren durch unvorsichtiges Handeln entstanden. In der Neuzeit blieb der Wald dank der verbesserten Infrastruktur und der Umsicht seiner Besucher von Bränden verschont.
An der Grenze zum Forstenrieder Ortsteil Unterdill wurde 1924 die Schießstätte Hubertus  erbaut, die heute noch regelmäßig für Schießveranstaltungen genutzt wird. 1925 legte man entlang des Ludwigsgeräumts in südost-nordwestlicher Richtung eine Starkstromleitung an.
Am 11. August 1932 wurde im Forstenrieder Park das erste nationalsozialistische Arbeitsdienstlager Oberbayerns eröffnet, das vier Jahre später nach Hermann Gmelin benannt wurde, einem tödlich verunglückten NSDAP-Kreisleiter (nicht zu verwechseln mit dem Romanisten Hermann Gmelin). Anlässlich der Olympischen Winterspiele 1936 begradigte man die Landstraße von München nach Starnberg und baute sie aus. Seitdem trägt sie den Namen Olympiastraße.
Während des Zweiten Weltkriegs sollten im Forstenrieder Park umfangreiche Munitionsfabriken gebaut werden. Dies scheiterte jedoch am Widerstand der Stadt München. Die Fabriken entstanden stattdessen im Wolfratshauser Forst nahe der heutigen Stadt Geretsried. Gegen Ende des Krieges wurden etwa 400 Hektar Wald durch Bombenwurf zerstört. Die Luftangriffe auf München erfolgten meistens von Süden über den Starnberger See und den Forstenrieder Park. Die Nazis hatten am südlichen Ende des „Hochspannungs“-Geräumts zur Vortäuschung eines lohnenden Bombenziels einen hölzernen Scheinbahnhof samt Lokomotiven errichten lassen. Einige Piloten entledigten sich zudem auf dem Rückflug nach ihren Angriffen auf München restlicher Bomben, da eine Landung mit der brisanten Ladung als unnötiges Risiko galt. Etliche Kampfflugzeuge wurden von der Flak über dem Forstenrieder Park abgeschossen. Gegen das Höllriegelskreuther Industriegebiet, unter anderem gegen Linde, fanden gezielte alliierte Luftangriffe statt, von denen heute als Relikte immer noch Blindgänger im Forstenrieder Park zu vermuten sind. Einer dieser Blindgänger wurde 2011 gefunden.

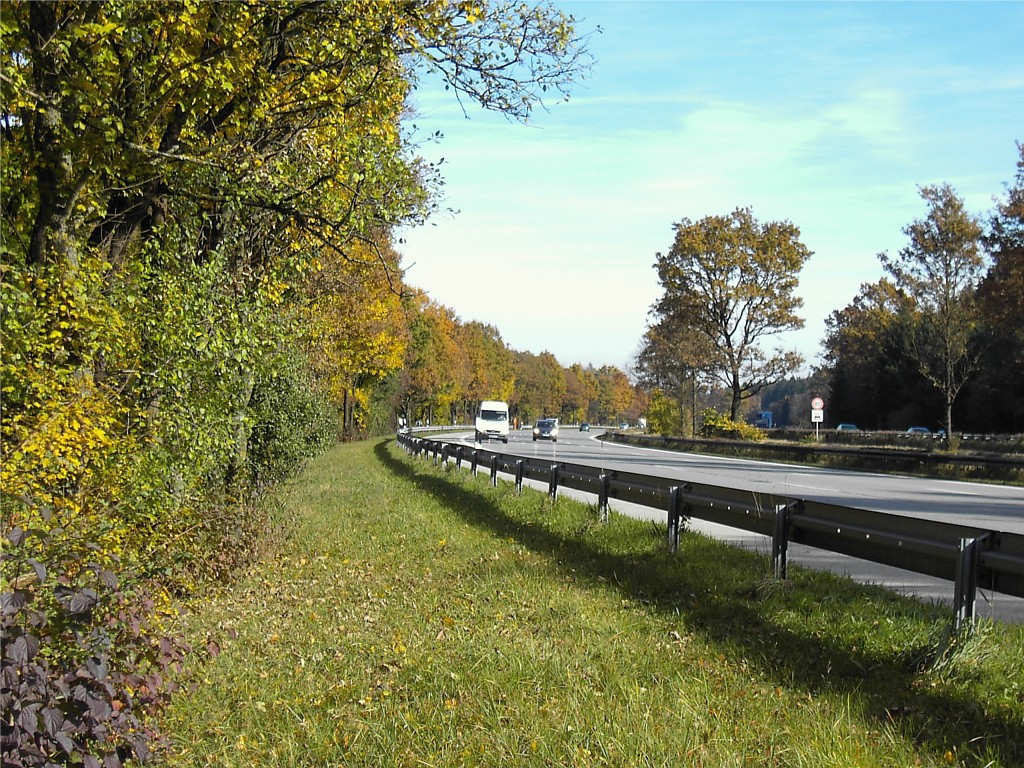
Autobahn 95

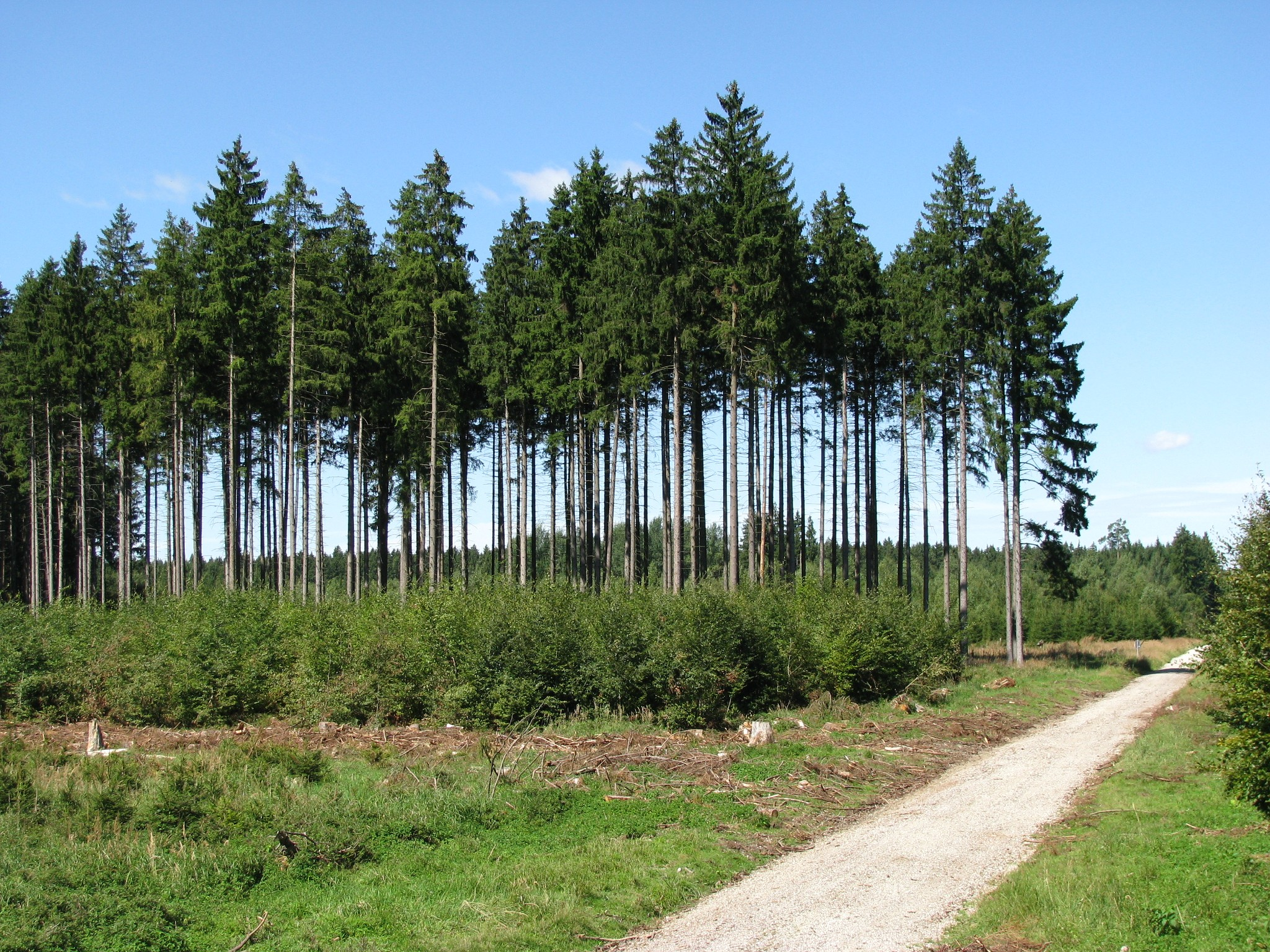
Waldumbaufläche im Sommer 2010

Am 25. September 1963 wurde der Forstenrieder Park zusammen mit angrenzenden Waldflächen als Landschaftsschutzgebiet ausgewiesen. Die 1965 gegründete Schutzgemeinschaft Freunde des Forstenrieder Parks mit heute über 500 Mitgliedern kümmert sich in Zusammenarbeit mit dem Staatlichen Forstamt München seither um die Belange und Erhaltung des Parks.
Neben der Landstraße wurde in den Jahren 1966 bis 1969 die Autobahn gebaut, die seither das Gebiet zerschneidet. Im Jahr 1963 wurde dafür das Holzhackerhaus abgerissen, ein Unterkunftshaus für Holzknechte. Der Bau der Autobahn bedeutete ebenfalls das Ende für die Gastwirtschaft im Forsthaus Oberdill, worin sich seither eine Polizeidienststelle befindet.
Bei Stürmen im Frühjahr 1990 (Orkan Wiebke) kam es wie in weiten Teilen Bayerns auch im Forstenrieder Park zu großen Schäden. In einigen Teilen wurden alle älteren Bäume umgeworfen. Seither bemüht sich die staatliche Forstverwaltung verstärkt, dem Wald eine widerstandsfähigere Struktur zu geben und reine Fichtenkulturen durch Mischwald zu ersetzen. Auch im Hinblick auf einen möglichen Klimawandel, bei der flachwurzelige Fichten auf Schotterfläche mit nur geringer Humusauflage bei längeren Trockenperioden leichter geschädigt werden können, ist dieses Vorgehen zweckmäßig.

### 21. Jahrhundert
Die Schutzgemeinschaft Freunde des Forstenrieder Parks, zusammen mit den Vereinigten Bürgerinitiativen Südlicher Erholungsraum München sowie einzelnen Politikern aus unterschiedlichen Parteien setzen sich dafür ein, dass der Forstenrieder Park nicht durch eine zweite Autobahn durchschnitten wird. Ein in den 1970er Jahren diskutierter, aber nicht realisierter Lückenschluss des Autobahnrings (A 99) im südwestlichen Bereich um München wird immer wieder von interessierter Seite vorgeschlagen, um damit Verkehrsprobleme am Mittleren Ring und Nordostabschnitt der A 99 zu lösen. Von 2007 bis 2010 ist diese Möglichkeit erneut geprüft worden.
Ein Zwischenbericht der Machbarkeitsstudie kam zu dem Ergebnis, dass von diesem Projekt nur eine geringe Entlastungswirkung auf andere Abschnitte der A 99 zu erwarten sei. Der Mittlere Ring hingegen könne je nach Variante stärker profitieren. Drei von vier vorgeschlagenen Korridoren für die Trasse verliefen komplett durch den Park. Die Gegner der Autobahn sind von deren Unnötigkeit überzeugt, man spricht von Geldverschwendung und „Zerstörung eines der schönsten Naturräume“ und davon, dass „mindestens 120.000 Bäume gefällt“ würden. Außerdem gibt es erhebliche Bedenken hinsichtlich der zusätzlichen Lärmemissionen und Luftbelastung, des Trinkwasserschutzes, der Jagd und der Waldpflege im Forstenrieder Park.

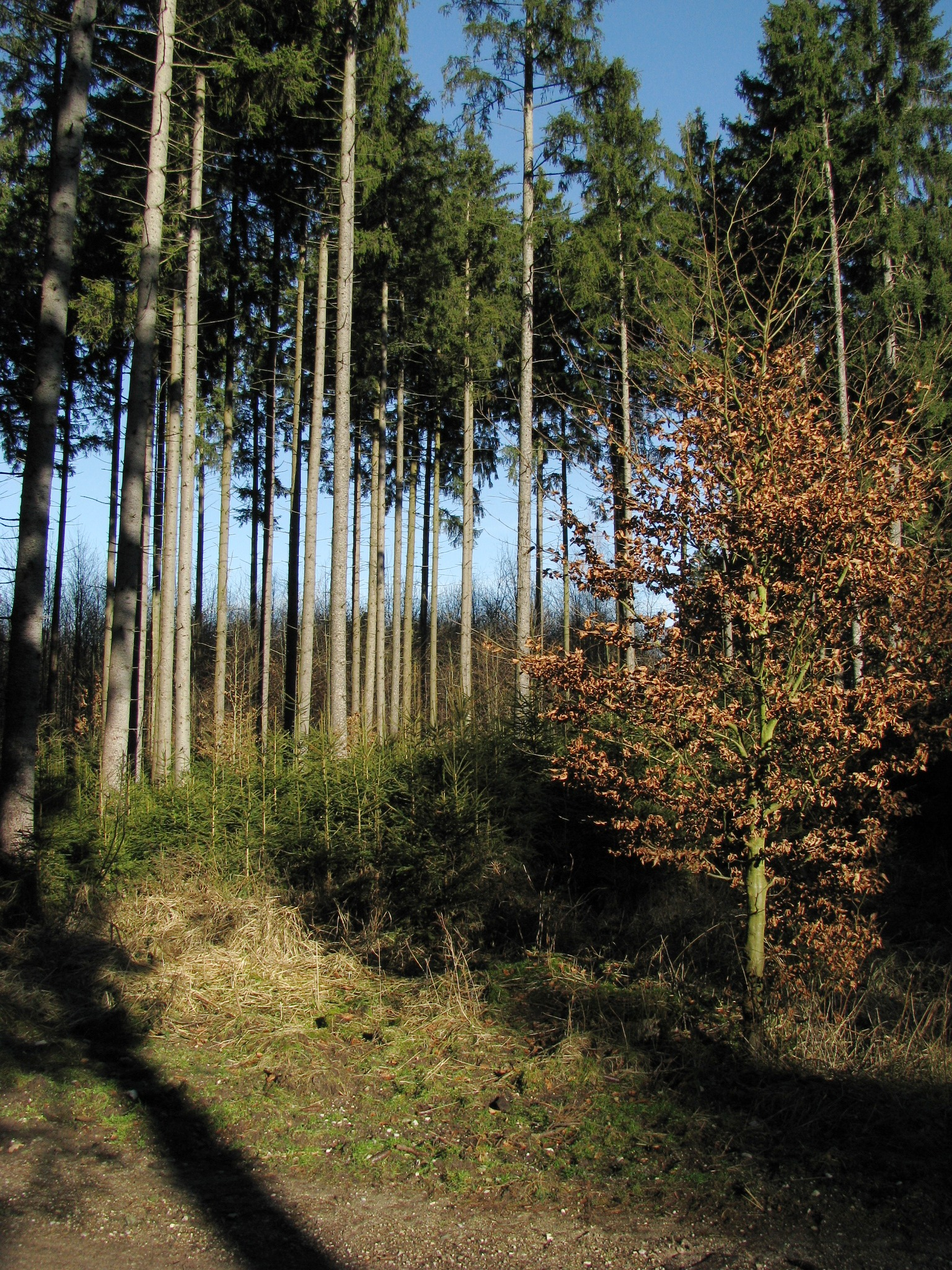
Am Warnberger Weg

Im Mai 2010 wurde das Ergebnis der Studie vorgestellt. Danach sei der Südring grundsätzlich machbar. Die meisten Varianten wurden verworfen, übrig blieb eine Route durch den Forstenrieder Park mit Anschlüssen an die A 95 und an die Straße von Neuried nach Gauting im Forst Kasten. Für die besiedelten Bereiche im Würm- und Isartal sind Tunnels erforderlich, während die Autobahn in den Wäldern oberirdisch geplant wäre. Die Kosten für den weniger als 20 Kilometer langen Abschnitt wurden mit 1,2 Milliarden Euro veranschlagt. Er käme damit über sieben Mal teurer als eine konventionell nur oberirdisch gebaute Strecke. Im Juni 2010 wurde beschlossen, dass der Ringschluss nicht weiter vorangetrieben werden soll. Damit bleibt der Forstenrieder Park voraussichtlich von einer zusätzlichen Autobahn mit Kreuz verschont, allerdings flammt die Diskussion mit völlig konträren Argumenten immer wieder auf.
Die angrenzenden Städte München und Starnberg sowie die Gemeinden Gauting, Neuried, Schäftlarn und Pullach haben von 2008 an Anspruch auf Eingemeindung von Teilen des bisher gemeindefreien Waldes erhoben. Der vorgesehene Grenzverlauf war zwischen den Kommunen umstritten. Ende 2013 haben Stadt und Landratsamt München daher beantragt, das Verfahren zur Eingliederung des Forstenrieder Parks vorerst ganz einzustellen, da eine Einigung nicht in Sicht sei.
Mitte 2009 wurde bekannt, dass der Verein Hubertus für Jagd- und Sportschießen e. V., jetziger Nutzer der Schießstätte Hubertus, diese zu einer „Schwerpunktschießanlage“ erweitern und ausbauen will. Gegen die erwartete wesentlich größere Umweltbelastung formierte sich Bürgerprotest. Anfang 2018 genehmigte das Landratsamt München den Erweiterungsumbau unter Auflagen zum Lärm- und Naturschutz, zur Sicherheit und zur Abfallentsorgung.

## Tier- und Pflanzenwelt

### Tiere

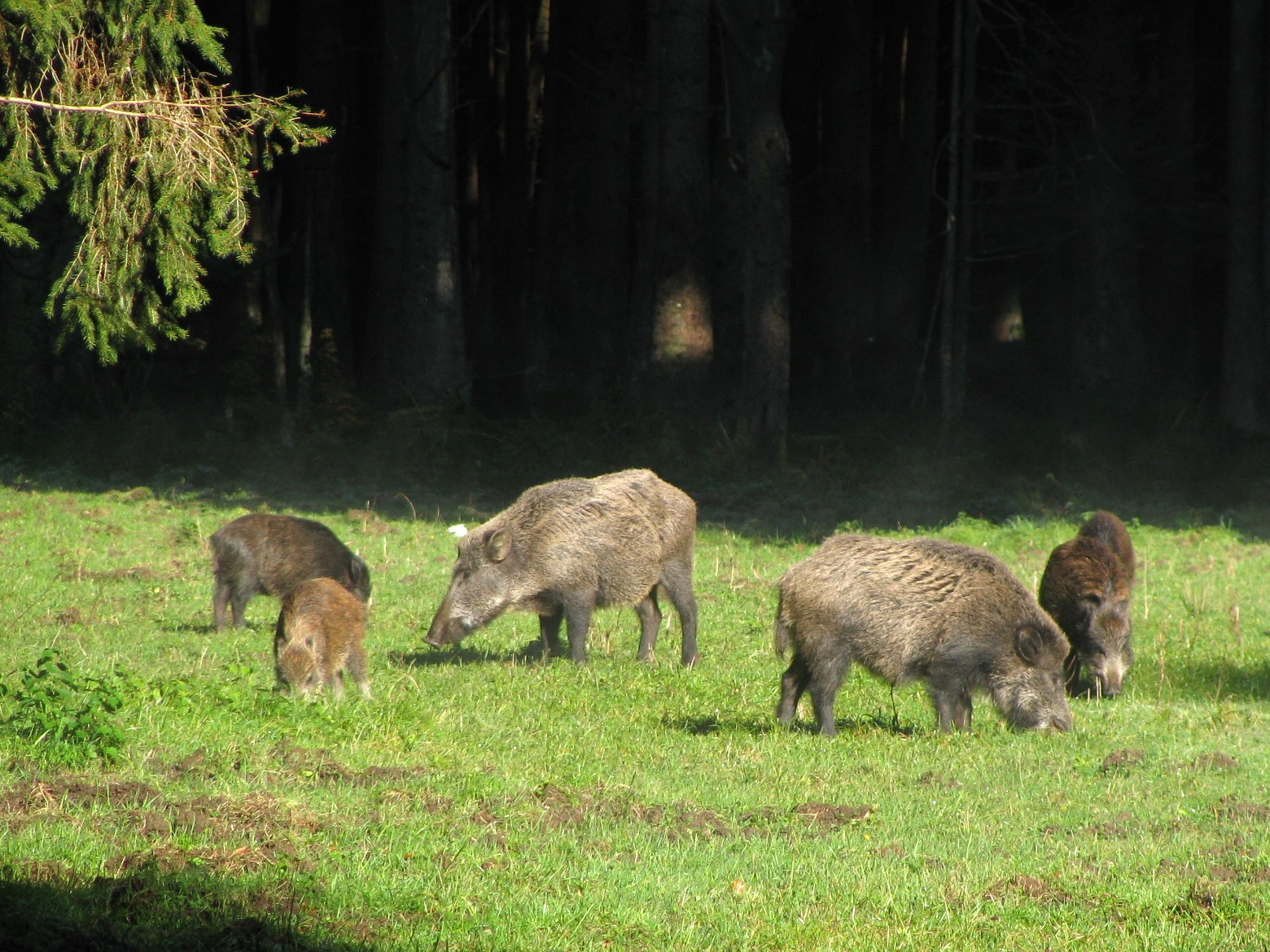
Wildschweine auf einer Lichtung nahe Oberdill

Neben den Waldtieren wie Fuchs, Dachs, Marder, Reh, Iltis, Wildkaninchen und Eichhörnchen sind im Wildpark auch Rotwild, Damwild und Schwarzwild beheimatet. Im Gegensatz zu dem mehr als doppelt so großen Wildpark im Ebersberger Forst östlich von München, gibt es im Forstenrieder Park jedoch kein Muffelwild.
Insgesamt 56 Vogelarten wurden im Forstenrieder Park nachgewiesen, darunter Grauspecht, Grünspecht, Dorngrasmücke, Neuntöter und Feldsperling, aber auch einige auf der Roten Liste geführte Arten wie Habicht, Sperber, Kuckuck, Sperlingskauz und Raufußkauz. Zu den im Park heimischen Amphibien zählt unter anderem die Erdkröte.
Spezielle Insektenarten im Eichelgarten sind der Warzenbeißer, die Laubholz-Säbelschrecke und der Juchtenkäfer. An Schmetterlingen sind hier der Hauhechel-Bläuling, der Kaisermantel, der Große und der Braunfleckige Perlmuttfalter, der Schornsteinfeger, das Große Ochsenauge, das Kleine Wiesenvögelchen, das Schachbrett, das Landkärtchen, der Distelfalter, das Tagpfauenauge, der Kleine Fuchs, der Rostfarbige Dickkopffalter, der Trauermantel und der Große und Kleine Schillerfalter zu finden. Eine in Bayern vom Aussterben bedrohte Art aus der Familie der Edelfalter ist das Wald-Wiesenvögelchen, das Ende des 20. Jahrhunderts im Forstenrieder Park noch beobachtet wurde.

### Pflanzen

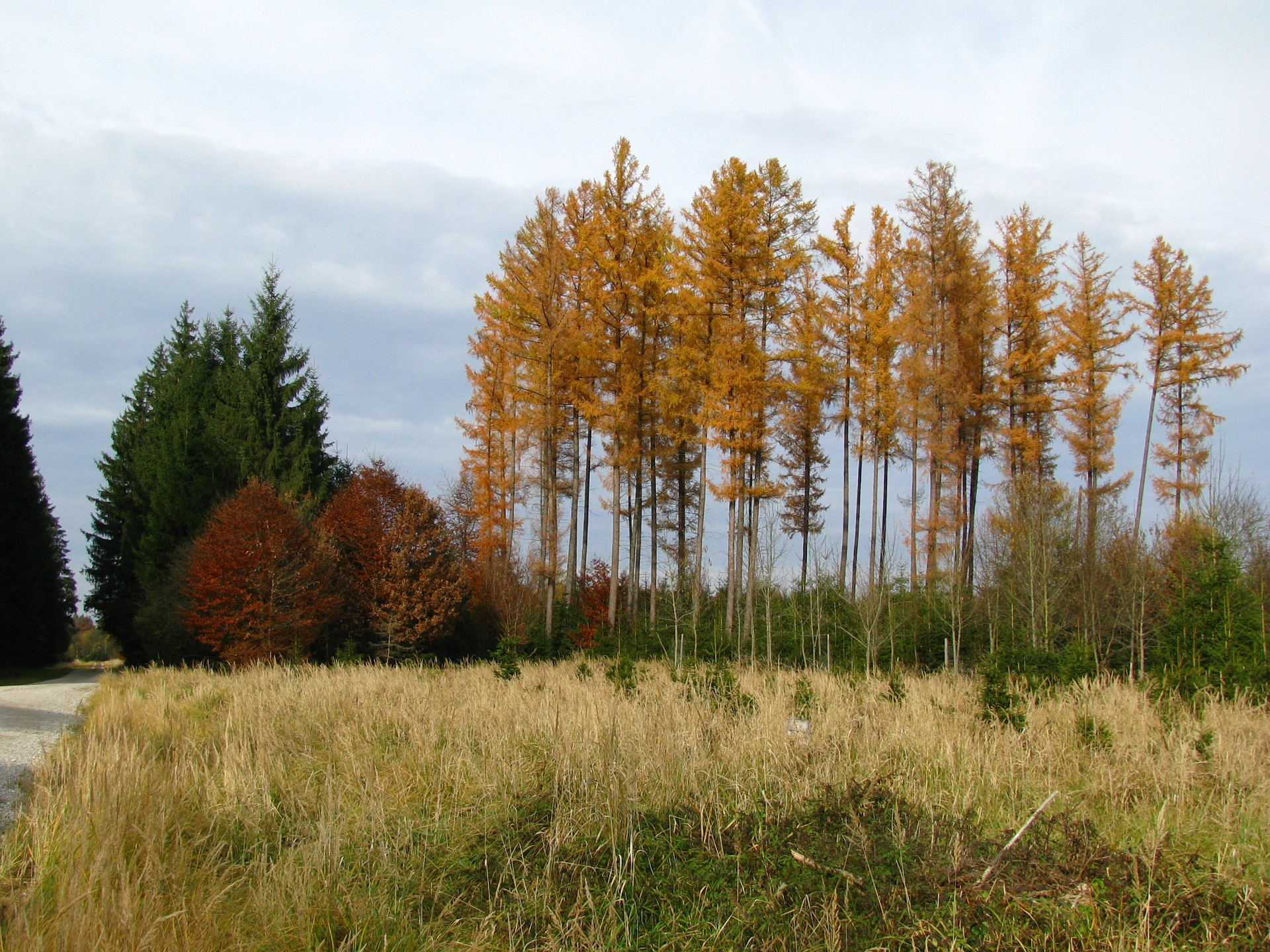
Fichten, Buchen und Lärchen im Herbst am Preysinggeräumt

Im 18. Jahrhundert bestand der Forstenrieder Park noch hauptsächlich aus Laubbäumen wie Buchen, Eichen, Birken und Hagebuchen. Ab dem Jahr 1810 wurden die Wiesen des Parks dann zunächst mit Ulmen, Ahorn und Eschen, ab 1837 mit Fichten und Waldkiefern aufgeforstet. Heute prägen die Nadelbäume das Bild des Parks, wobei die Fichte dominiert. Auch Weymouth-Kiefern und Lärchen finden im Park ihren Platz.
Zu den besonderen Sehenswürdigkeiten des Forstenrieder Parkes zählt eine 400 bis 500 Jahre alte Eiche an der Römerstraße mit einem Stammumfang von 4,5 Metern. Des Weiteren findet sich im Park eine Buche mit einem Umfang von 4 Metern.
Bei den Blumen ist die Arnika zu erwähnen, die im Eichelgarten angesiedelt ist. In diesem Bereich sind auch Großer Wiesenknopf, Rispige und Traubige Graslilie zu finden.

## Nutzung

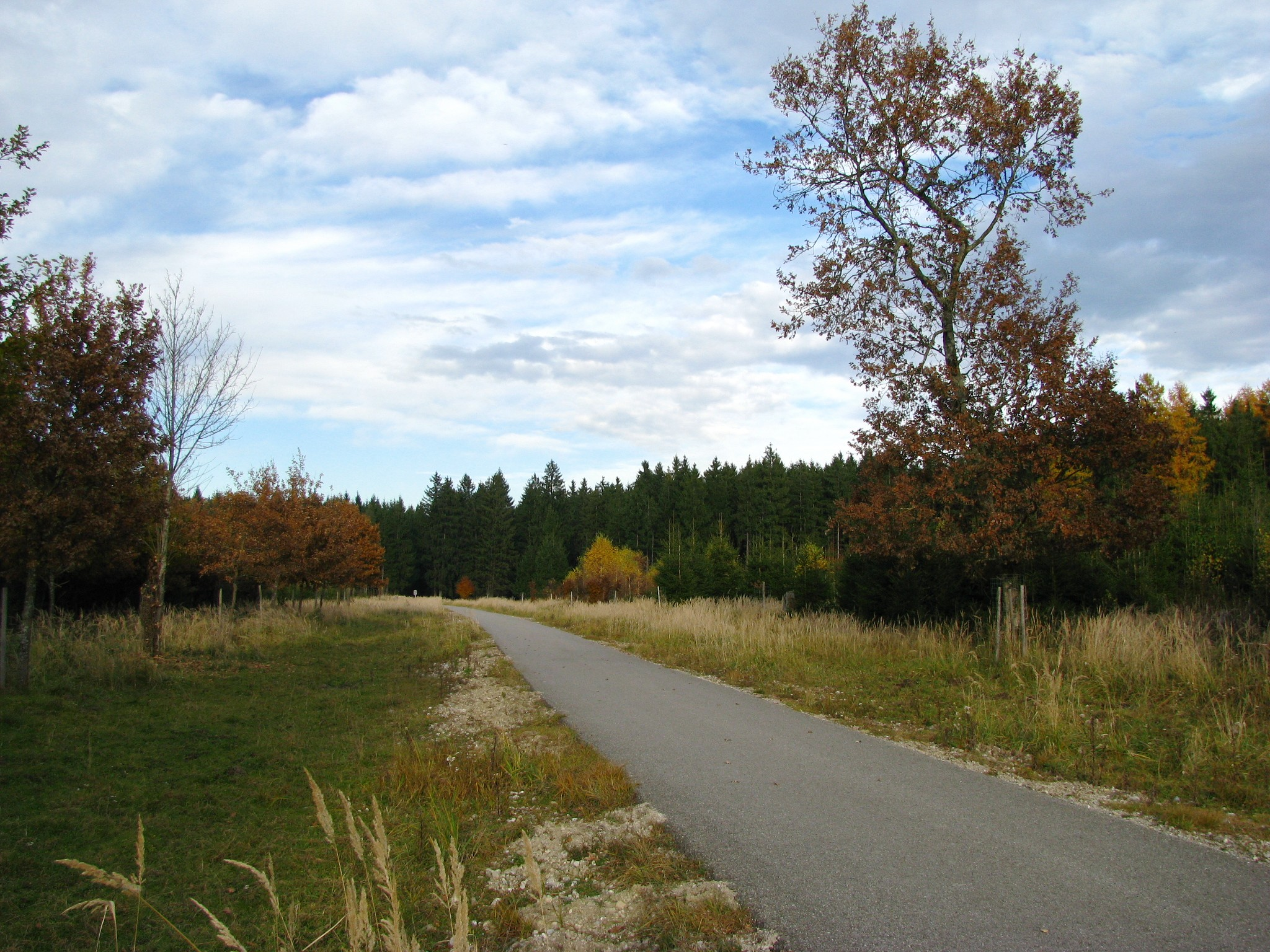
Karolinengeräumt

Der Forstenrieder Park wird auf vielfältige Weise genutzt. Der Bedeutung der Waldflächen um München für das regionale Klima, die Luftqualität und das Grundwasser wird heute ein hoher Stellenwert eingeräumt. Sie sind deswegen überwiegend zu Bannwald erklärt. Auch dieses Waldgebiet gehört dazu.

### Naherholungsgebiet
Der Forstenrieder Park ist ein bedeutendes Naherholungsgebiet für München. Es existieren 43 Kilometer Wander- und Radwege, zum Teil asphaltiert, sowie weitläufige Reitwege. Es bieten sich Möglichkeiten für Sportarten wie Laufen, Radfahren, Reiten, Inlineskaten und im Winter Skilanglauf. Ferner gibt es einen Spielplatz, einen Waldlehrpfad und einen Trimmpfad. Der RadlRing München, ein Radweg rund um die Stadt, quert in Ost-West-Richtung.
Das Gebiet ist einerseits gut mit öffentlichen Verkehrsmitteln zu erreichen (beispielsweise S-Bahnhof Buchenhain), andererseits sind für Autofahrer an den Waldrändern bei München, Pullach und Baierbrunn sowie entlang der Starnberger Landstraße ausreichend Parkplätze vorhanden.
Zweimal im Jahr hält der Sollner Pferdesportverein Corona ein Jagdreiten im Park ab.
In der Regel einmal im Jahr feiert die Pfarrei Heilig Kreuz eine Waldmesse auf der Gottesdienstwiese Kreuzbichl . Die Lichtung wurde 1979 für diesen Zweck eingeweiht und liegt links des Weges in Richtung Warnberg, kurz nachdem dieser vom Neuhauser Weg südlich von Unterdill abzweigt. Für das Kreuz und den für die Messen dort aufgestellten Altar wurde 1993 eine kleine Erhebung aufgeschüttet.

### Wildpark

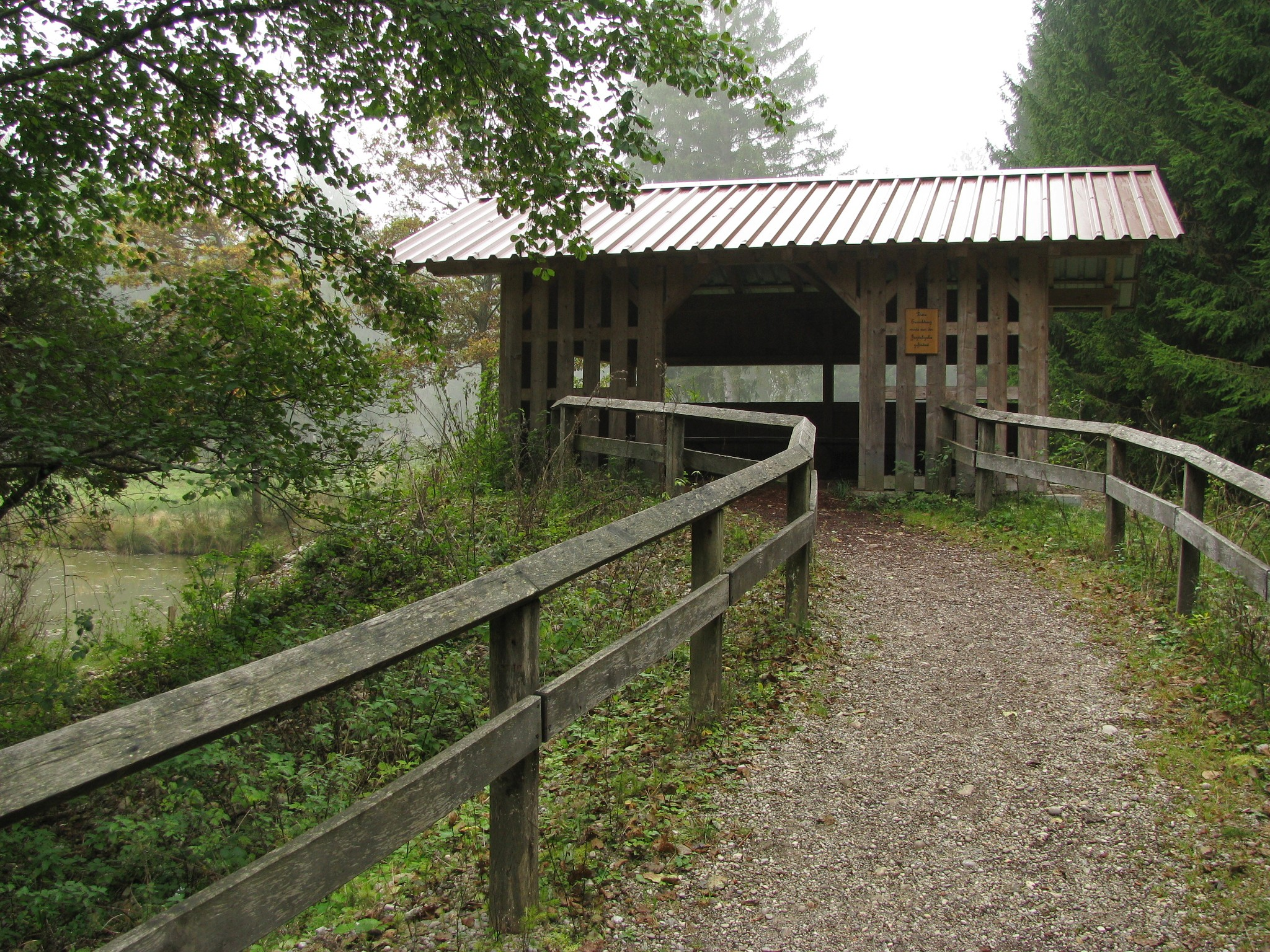
Wildbeobachtungsstelle am Ludwigsgeräumt

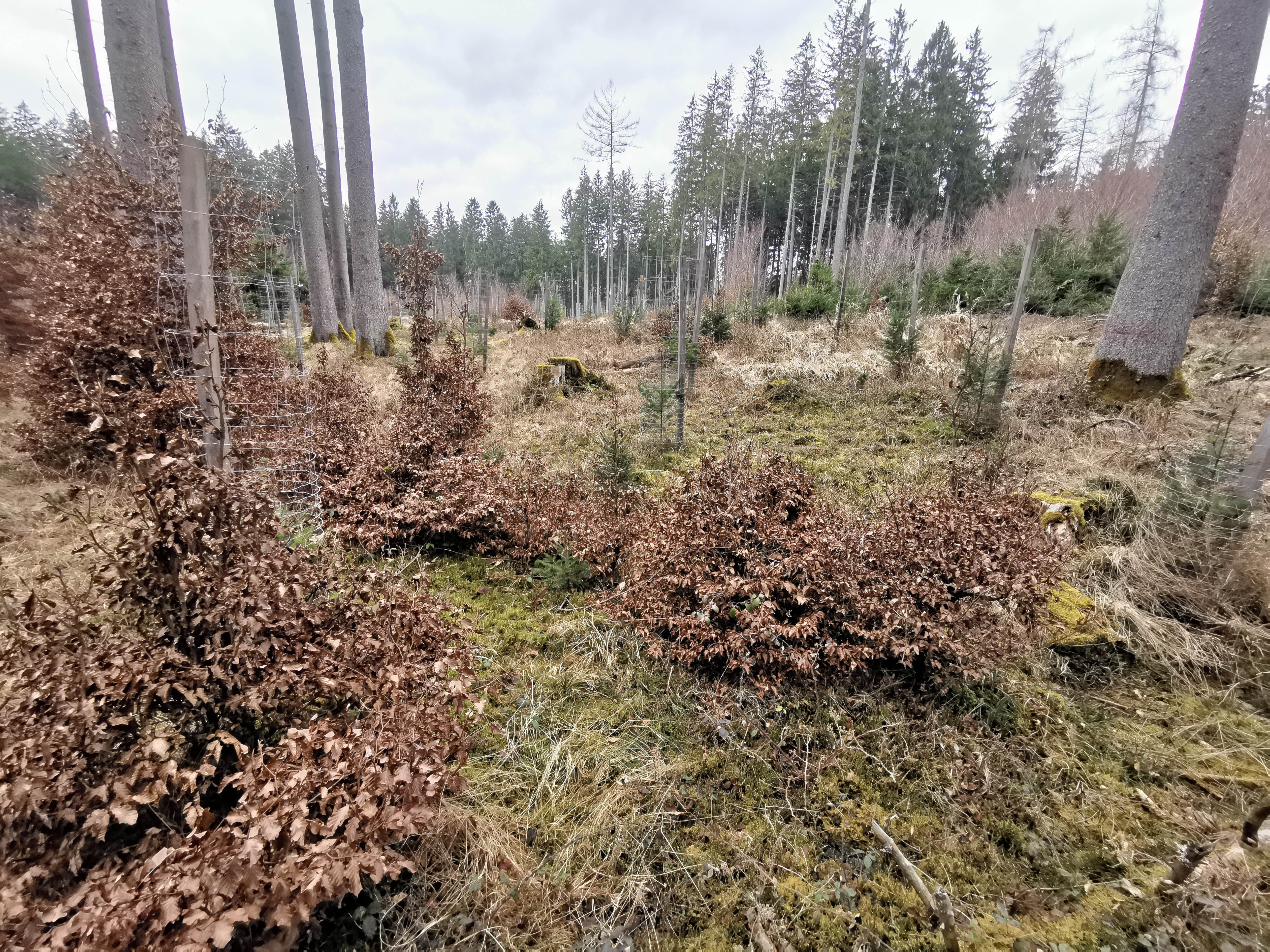
Forstenrieder Park, aufwändige und kostspielige Schutzmaßnahmen gegen Wildverbiss

Der Wildpark Forstenried ist ein 2067 Hektar großer eingezäunter Waldteil des Forstenrieder Parks. Er erstreckt sich etwas über die Hälfte des gesamten Areals und befindet sich zwischen der Autobahn und der Bundesstraße 11. Dort sind zwei „Wildruhezonen“ ausgewiesen. Diese wurden 2004 eingerichtet und dürfen nicht betreten werden. Eine davon ist 376 Hektar groß und befindet sich südöstlich der Autobahn zwischen dieser und dem Karolinengeräumt sowie südwestlich vom Ludwigsgeräumt. Die andere mit 197 Hektar Fläche liegt im südwestlichen Teil des Wildparks an der Grenze zu den Starnberger Ortsteilen Oberdill und Schorn. Am Rande jeder dieser Flächen, die insbesondere als Rückzugsflächen für das Dam- und Rotwild vorgesehen sind, ist eine Stelle zur Beobachtung des Wildes  ausgewiesen.

Rot- und Damwild kann besonders in den Wintermonaten während der Schaufütterung westlich der Kreuzung von Ludwigs- und Karolinengeräumt beobachtet werden, während die Möglichkeit, Wildschweine zu erblicken, häufiger gegeben ist. In der Regel geht von den Tieren keine Gefahr aus, doch wurde schon von Zusammenstößen von Radfahrern mit Wildschweinen berichtet. Eine potentielle Gefahr bieten auch die Eckzähne der männlichen Wildschweine, insbesondere bei dem – im Übrigen verbotenen – Versuch, die Tiere zu füttern.

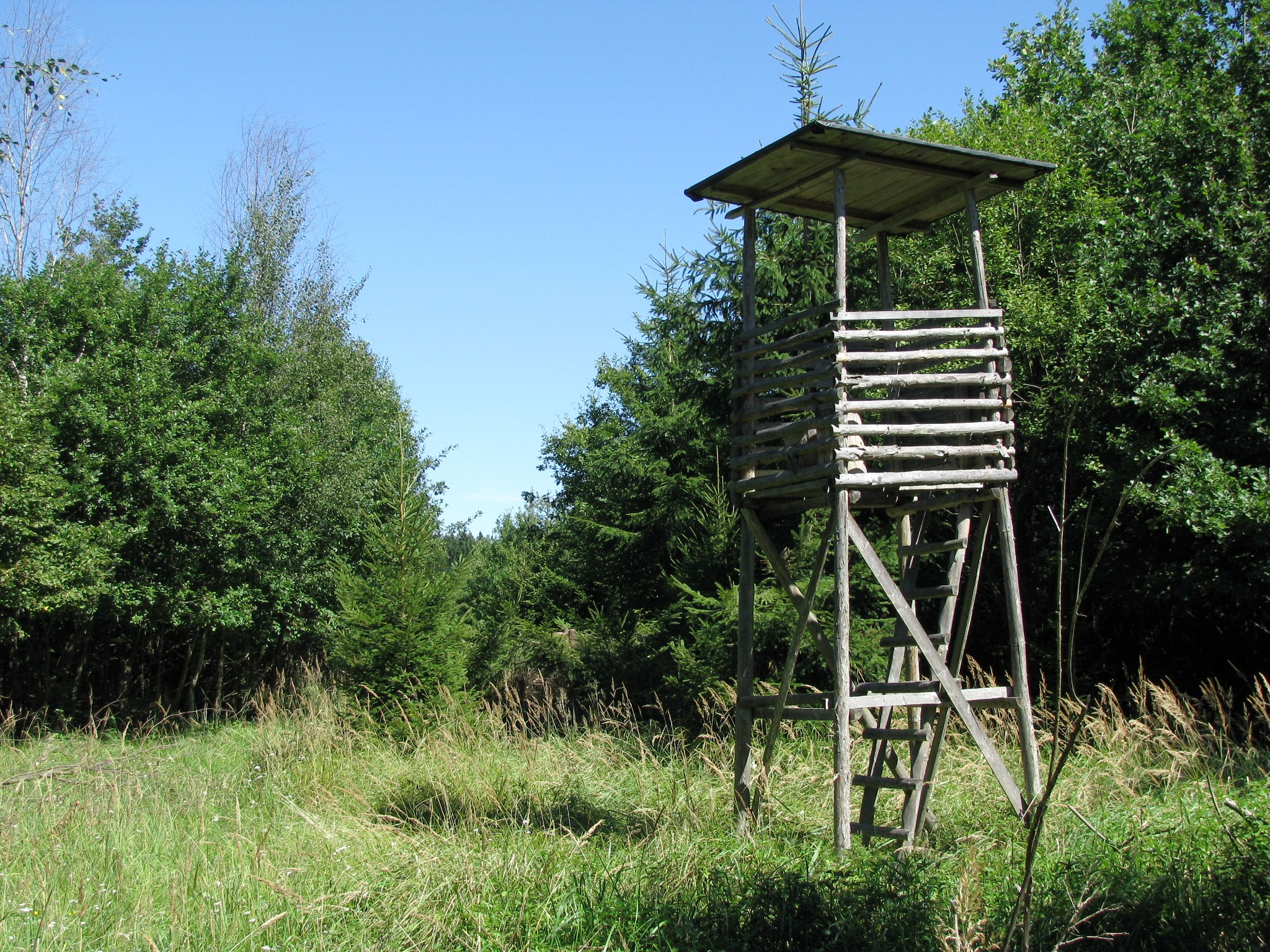
Einer von zahlreichen Hochsitzen

### Jagd
Während vor Anfang des 16. Jahrhunderts die Bauern frei die Jagd ausüben konnten, war sie von da an bis zum Jahr 1848 ausschließlich den Ständen vorbehalten. Die Bauern konnten lediglich die Waldwiesen für ihr Vieh nutzen. Nach 1848 konnten Bauern mit gewissem Grundbesitz wieder ein Jagdrecht erhalten.

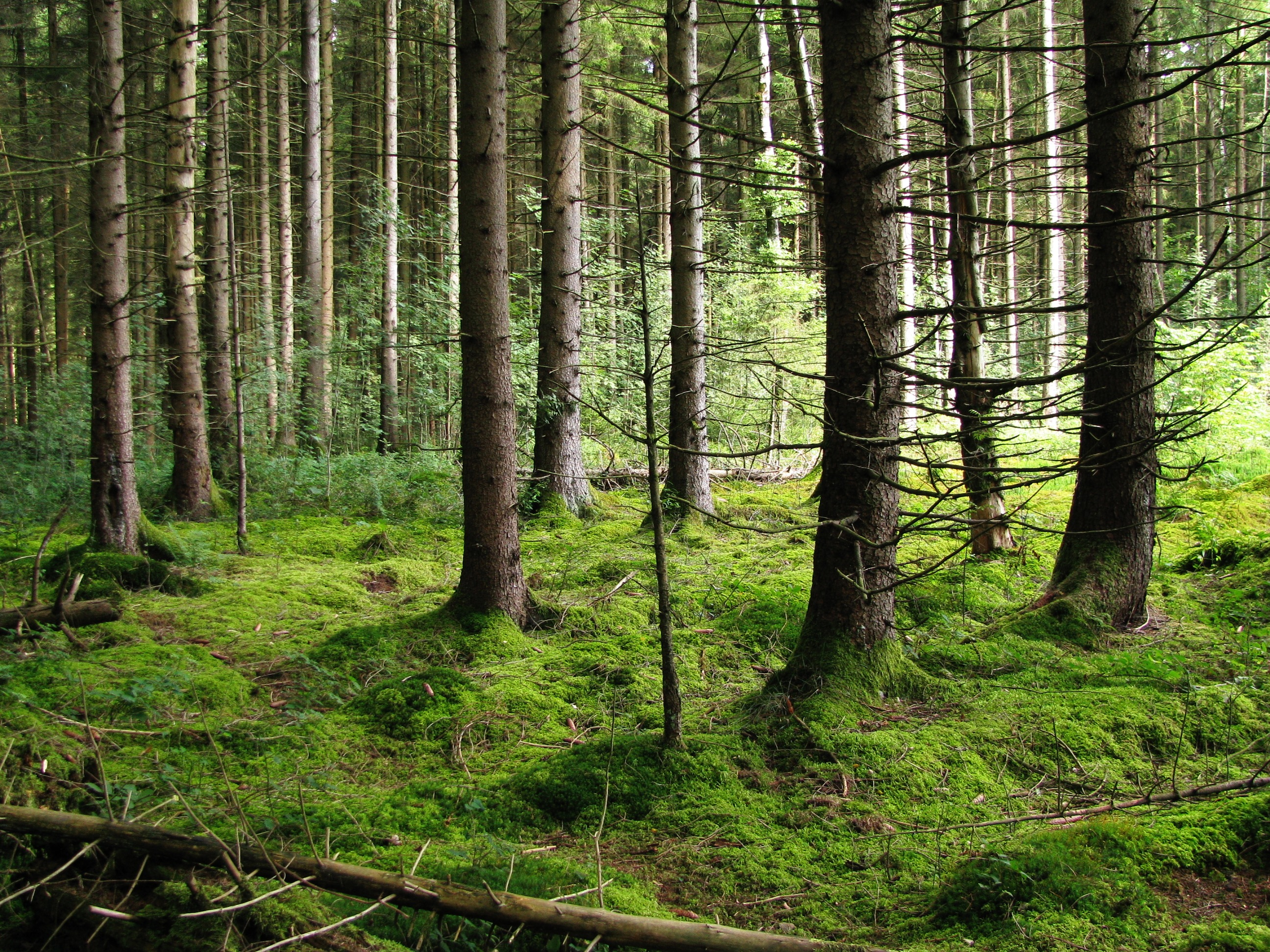
Fichten am Zyllnhardgeräumt

Die Bedeutung der Jagd hat sich im Laufe der Zeit gewandelt. Heute dient sie vor allem dazu, ein ausgeglichenes Verhältnis zwischen Wild und Wald sicherzustellen. So soll der Wald einerseits artenreich aufwachsen, andererseits aber auch seinen zahlreichen Besuchern zur Erholung dienen und Naturliebhaber zur Wildtierbeobachtung einladen, wozu spezielle Beobachtungspunkte eingerichtet wurden. Damit die Jagd einen artgerechten Wildbestand sichert, müssen genaue Vorschriften beachtet und ein Jagdkonzept erstellt werden.
Die Anzahl der zu erlegenden Tiere errechnet sich aus dem stets schwankenden Zuwachs. Im Jahr 1988 beschloss der Stadtrat, dass der Bestand an Rot- und Damwild zusammen 1,5 Stück je 100 Hektar (d.s. insgesamt 30 Stück) nicht überschreiten soll.
Für Jäger bietet der Forstenrieder Park auch heute noch eine Gelegenheit zur Schalenwildjagd.

### Trinkwasserversorgung
Die Gemeinde Pullach bezieht ihr Trinkwasser aus zwei Tiefbrunnen im Forstenrieder Park. Aufgrund der hohen Qualität des Wassers kann es unbehandelt an die Verbraucher weitergeleitet werden.
Zur Förderung von Trinkwasser zur Trinkwasserversorgung der Stadt München und ihrer Außenbezirke wurden in den Jahren 1961 bis 1969 drei Brunnenanlagen  angelegt (zwei Vertikal- und ein Horizontalfilterbrunnen). Die Fördermenge beträgt insgesamt maximal 7.000.000 m³ pro Jahr.
Im Südosten des Gebietes an der Grenze zu Buchenhain befindet sich der von 1964 bis 1966 gebaute Hochbehälter Forstenrieder Park , in dem reines, unbehandeltes Quellwasser aus dem Loisachtal sowie ein Teil des vor Ort geförderten Wassers zwischengespeichert wird. Damit können tageszeitlich bedingte Verbrauchsschwankungen ausgeglichen werden. Das eingezäunte Areal, das nicht zum Staatsforst gehört, umfasst 23 Hektar und ist durch zahlreiche Alarmeinrichtungen gesichert. Das unterirdische Speicherbauwerk misst etwa 115 × 108 Meter und hat zwei Kammern mit einem Fassungsvermögen von insgesamt 130.000 m³. Zusammen mit einem weiteren Behälter in Kreuzpullach versorgt dieser die so genannte Hochzone Münchens. Damit der Wasserdruck im gesamten Stadtgebiet überall annähernd gleich hoch gehalten werden kann, wird es in drei Zonen eingeteilt.
Das ankommende Wasser aus dem Loisachtal bei Oberau besitzt aufgrund des Gefälles noch viel Bewegungsenergie, die ihm vor Einleitung in den Hochbehälter entzogen werden muss. Das geschieht in einem Verteilerbauwerk, wo es durch eine Turbine geleitet wird. Auf diese Weise wird das Wasser „beruhigt“ und elektrische Energie erzeugt.
Parkbesuchern ist der Zutritt auf das Gelände untersagt, doch bieten die Stadtwerke München regelmäßig Besichtigungen für Schulklassen, Firmen oder Privatpersonen an.

### Energieversorgung
Durch den Park führt eine Hochspannungsleitung vom Wasserkraftwerk Höllriegelskreuth aus durch breite Schneisen entlang dem Ludwigs-Geräumt und dem Neurieder Straßl nach Neuried.
Am Rande des Parks an der Grenze zu Pullach wurde 2011 eine Tiefbohrung mit anschließendem Aufbau einer Geothermieanlage durchgeführt. Die Kapazität der bereits zuvor bestehenden Pullacher Geothermieanlage konnte damit erweitert werden.
Im Zuge des im Sommer 2011 beschlossenen Atomausstiegs in Deutschland und der damit verbundenen Energiewende kamen auch die bayerischen Staatsforste als potentielle Standorte von Windkraftanlagen in die Diskussion. Von der Gemeinde Pullach wurde 2012 eine Studie dazu in Auftrag gegeben. Das Forstamt München beurteilt solche Pläne eher kritisch. Im Jahr 2022 waren sechs Anlagen geplant, die von den umliegenden Gemeinden und einem Unternehmen getragen werden sollen. Die benötigte Fläche von 1,8 Hektar soll durch Ersatzaufforstung ausgeglichen werden.

### Holzeinschlag
Der Holzeinschlag im Staatswald Forstenrieder Park liegt in der Größenordnung von 30.000 Festmetern pro Jahr.

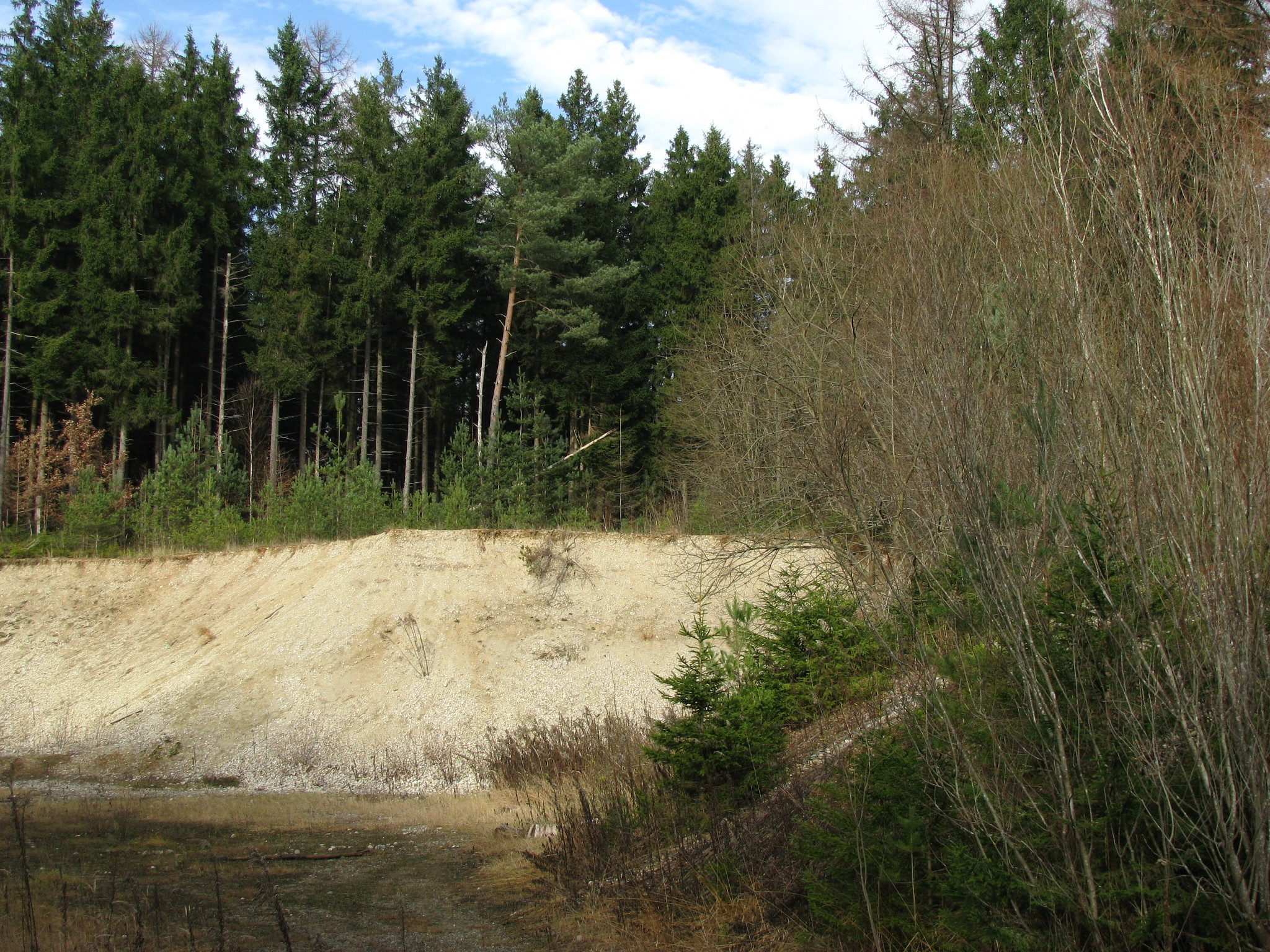
Kiesgrube am Preysinggeräumt

### Kiesabbau
Für den Eigenbedarf von Kies zum Forstwegebau und -unterhalt gibt es zwei Kiesgruben . Eine weitere Grube  am Karolinengeräumt wird seit Jahrzehnten nicht mehr genutzt und ist inzwischen mit Gras und Gehölzen bewachsen. Eine größere Kiesgrube, die kommerziell ausgebeutet wird, findet sich im Forst Kasten.

## Besonderheiten

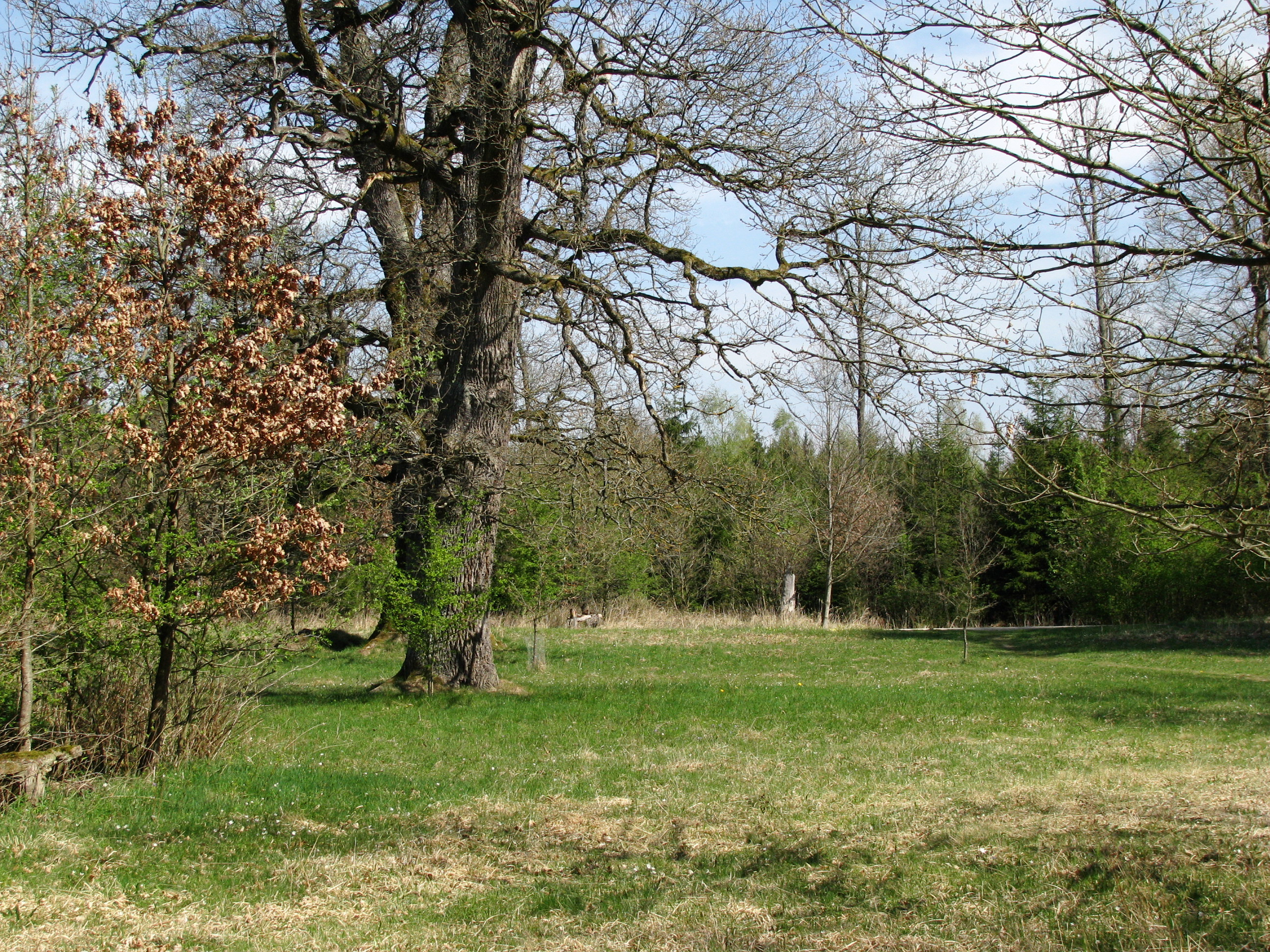
Eichelgarten im April

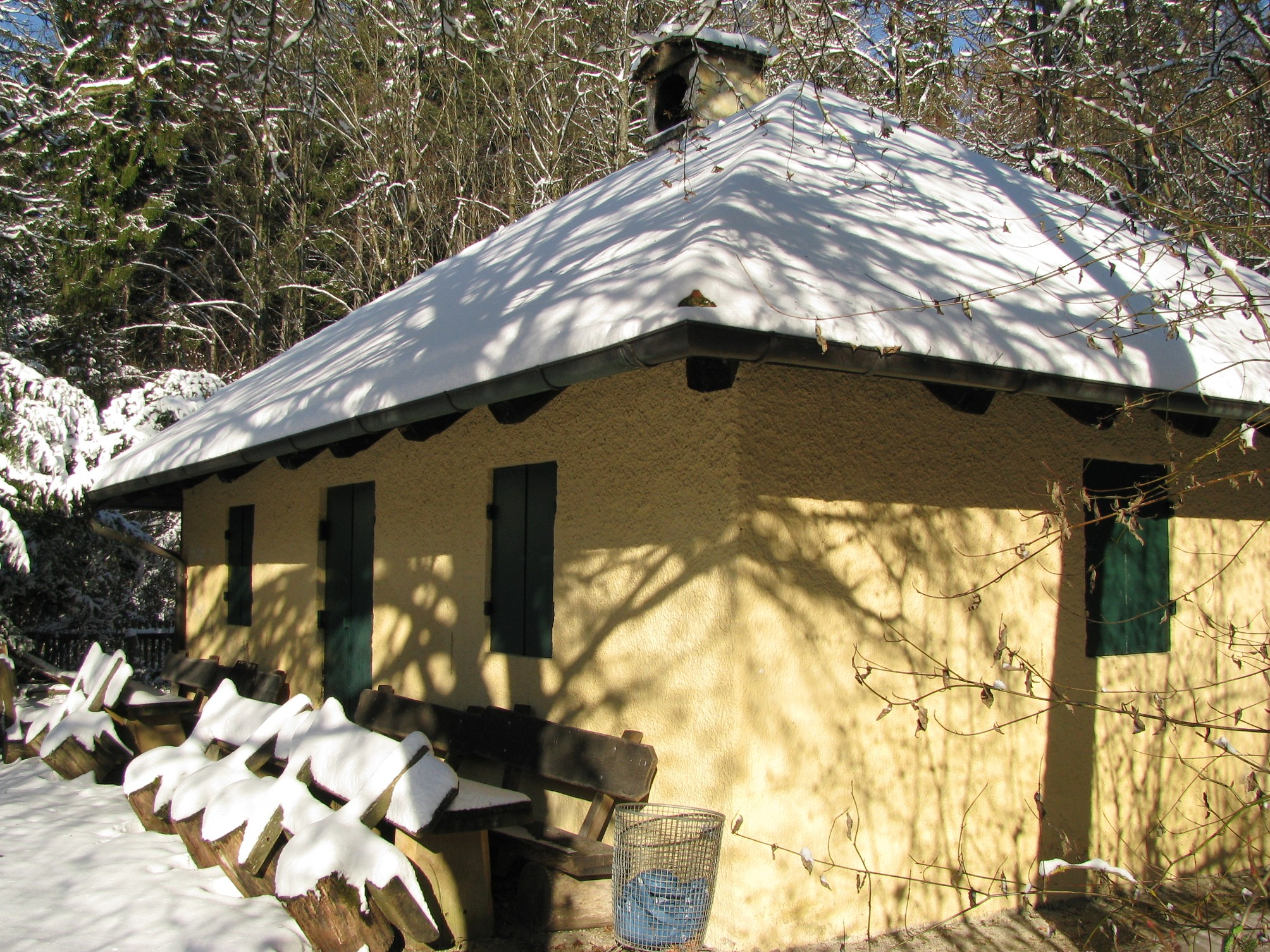
Gelbes Haus im Zentrum des Wildparks

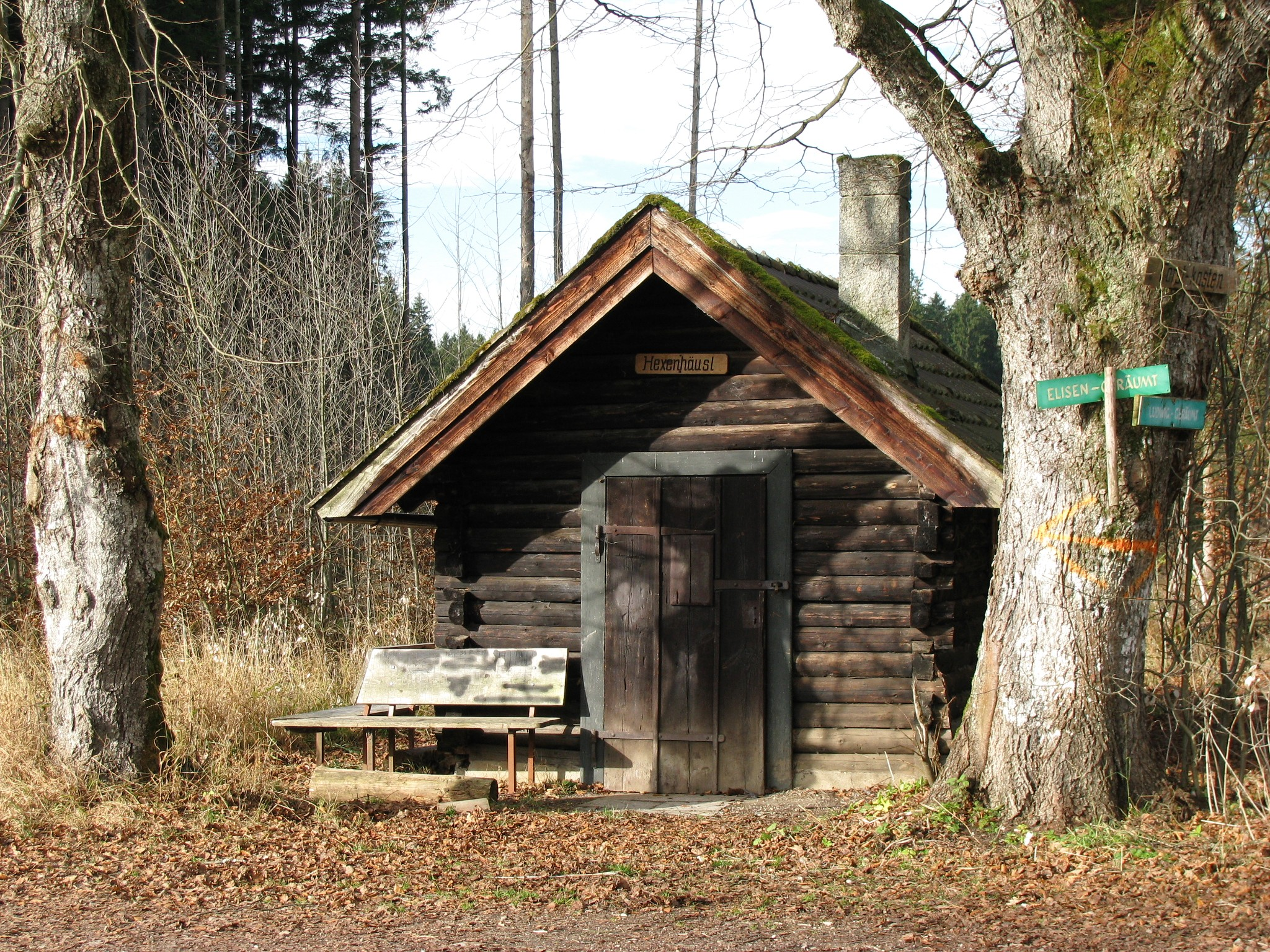
Das „Hexenhäusl“

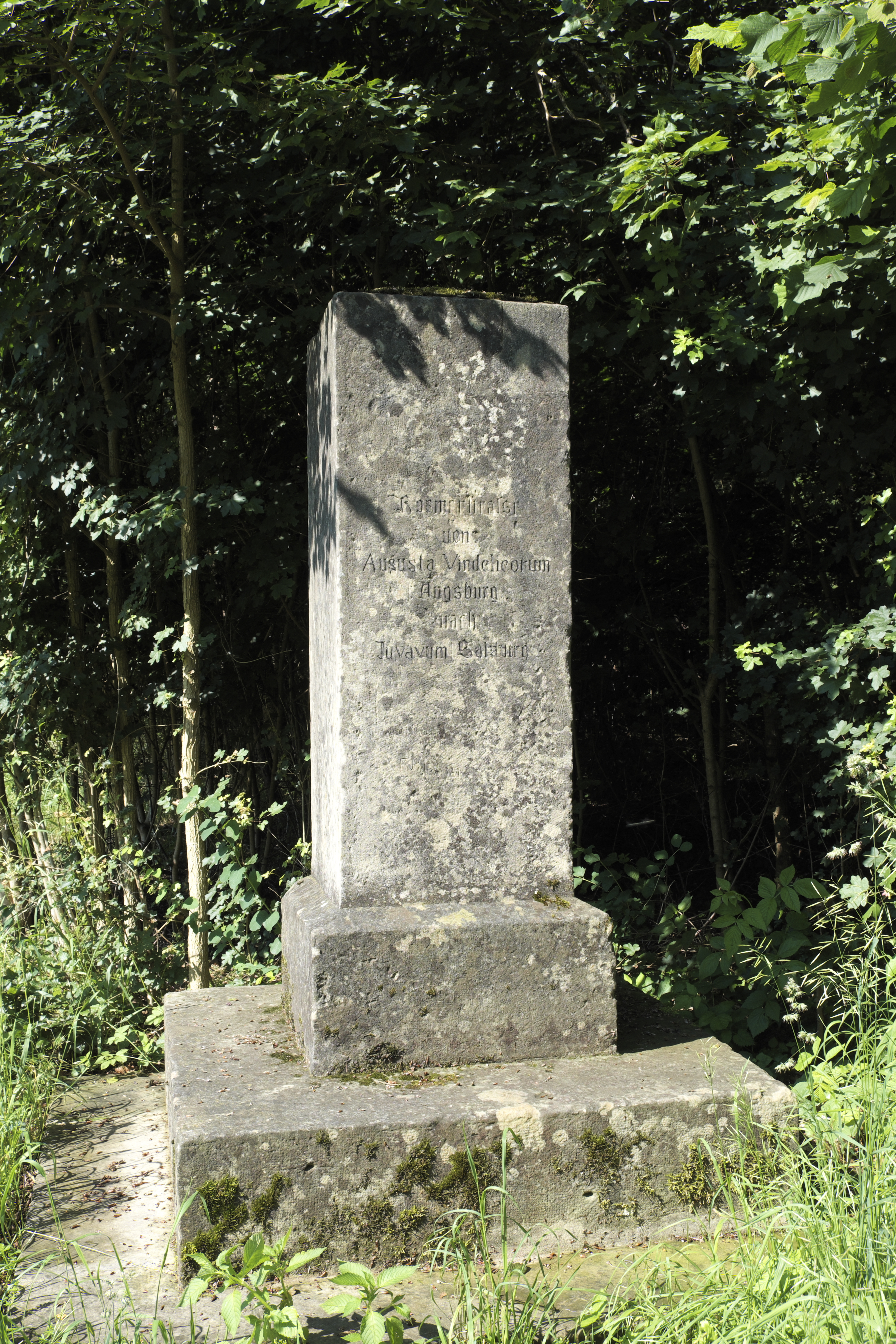
Gedenkstein Römerstraße an der Olympiastraße

### Eichelgarten
Der Eichelgarten  ist eine etwa acht Hektar große Waldweide mit alten Eichen an der Römerstraße zwischen der Autobahn und Buchendorf. Er gibt eine Vorstellung davon, wie im 16. und 17. Jahrhundert große Teile des Forstenrieder Parks ausgesehen haben. Damals war es den Bauern erlaubt, ihr Vieh in die Wälder zu treiben und es dort weiden zu lassen. Die Fläche dieser Hutewälder war bis zu hundert Mal größer als die des heutigen Eichelgartens. Als durch die Beweidung der Wald immer mehr zurückging, wurde zu Beginn des 19. Jahrhunderts verstärkt mit Fichten aufgeforstet.
Heute ist der Eichelgarten Lebensraum von seltenen Arten. Wegen der besonderen Bedeutung dieses Bereichs für den Forstenrieder Park wurde ein spezielles Pflegekonzept dafür ausgearbeitet. Im Rahmen der europäischen Naturschutzgesetzgebung sind 18 Hektar dieses Areals als FFH-Gebiet ausgewiesen.

### Bodenfunde, Bauwerke und Denkmale
Am Rande des Forstenrieder Parkes befinden sich mehrere Forstdienststellen und Forsthäuser. Im Forsthaus Oberdill  am südwestlichen Waldeingang ist eine Polizeidienststelle eingerichtet. Das unter Denkmalschutz stehende Forsthaus Forstenried , in dem sich das für die Verwaltung zuständige Forstamt München befindet, liegt außerhalb des Parks im Ortszentrum von Forstenried. Weitere Dienststellen der Forstverwaltung sind an der Stadtgrenze zu München in Unterdill  und Maxhof angesiedelt. Nachdem Forsthaus Oberdill 1964 die Funktion verloren hatte, wurde in Baierbrunn ein solches Gebäude  errichtet. Die Forstdienststelle zog im Jahr 1965 dort ein.
In der Wyttenbachhütte , einer 1842 errichteten Diensthütte an der Kreuzung von Ludwigs- und Karolinengeräumt, auch Gelbes Haus genannt (nicht zu verwechseln mit dem gleichnamigen 1734 errichteten Jagdlusthaus), gibt es Wandgemälde von Friedrich Anton Wyttenbach. Dieser bedankte sich damit für Einladungen zur Jagd. An dieser Kreuzung im Zentrum des Wildparks, in deren Nähe eine der beiden Wildbeobachtungsstellen und ein Futterstadel liegen, befinden sich neben überdachten Informationstafeln des Forstamtes zur Geschichte des Parks noch ein Brunnen, ein Waldkreuz und die Brüdereichen. Forstmeister Goebel pflanzte diese zwei Eichen zum Andenken an seine beiden im Ersten Weltkrieg gefallenen Söhne. Der Gedenkstein dazwischen weist auf ihr Schicksal hin.
Das so genannte Hexenhäusl  an der Kreuzung von Ludwigs- und Elisengeräumt ist eine Arbeiterunterkunftshütte, von der man sich erzählt, dass früher Geister in ihr hausten. Die Legende, auf die dies zurückgeht, ist jedoch nicht überliefert.
Der Forstenrieder Park ist „einer der wichtigsten und mit ca. 10 Quadratkilometern der flächenmäßig größte ‚Celtic-Fields’-Befund Bayerns. Er übertrifft an Fläche die größten latènezeitlichen Oppida und wird noch nicht einmal von den ausgedehnten Pingenfeldern im Raum Kelheim erreicht, die aber überwiegend mittelalterlich sind. Damit sind die ‚Celtic Fields‘ in Forstenrieder Park das flächengrößte urgeschichtliche Bodendenkmal Bayerns.“ „Das ganze System, incl. der hier nicht vorgestellten Teile zur Isar hin, ist mehr oder weniger nordsüdlich und ostwestlich orientiert. Die Parzellen sind, soweit rekonstruierbar, oft vergleichsweise groß, bis zu 200 m Kantenlänge. Die Flur ist weder schachbrettartig angelegt wie z. B. in den Niederlanden noch chaotisch, sondern wirkt organisch gewachsen in ihrer Struktur.“
Eine weitere Besonderheit ist die etwa 50 n. Chr. erbaute Römerstraße, die einst auf ihrem Weg von Augusta Vindelicorum (Augsburg) nach Juvavum (Salzburg) auch durch das Gebiet des Parks führte und heute teilweise als Forstweg in Erscheinung tritt. Zu beiden Seiten der Straße sind Materialgruben erhalten, denen damals das Baumaterial entnommen wurde. König Max II. hat an den Schnittpunkten der Straße mit der Wolfratshauser Straße  und der Starnberger Landstraße  jeweils einen Gedenkstein aufstellen lassen, der auf den Ursprung dieses Weges hinweist. Der Stein an der Straße nach Starnberg stand bis 1979 im Mittelstreifen der Autobahn und wurde dann westlich davon aufgestellt.
An fünfzehn Stellen im Wald sind noch alte Hügelgräber nachweisbar. Während solche Gräber im Zuge landwirtschaftlicher Bearbeitung in der Gefahr standen, eingeebnet zu werden, erhielten sie sich innerhalb des Waldes und geben ein Zeugnis von bronze- und hallstattzeitlicher Besiedelung des Landstrichs zwischen Würm- und Isartal. Insgesamt sind mindestens 73 vorgeschichtliche Grabhügel als archäologische Geländedenkmale erfasst.
Zur Zeit der Hofjagd kam es wiederholt zu Zusammenstößen zwischen Jägern und Wilderern mit Todesopfern auf beiden Seiten, woran noch heute einige Gedenktafeln entlang der Wege erinnern. Die Grüne Marter  ist eine solche Gedenksäule, die der Überlieferung nach zum Gedenken an einen erschossenen Jäger aufgestellt wurde. Erstmalige Erwähnung fand sie bereits im Jahr 1701, 1772 wurde sie erneuert. Nachdem das Bild mit der Inschrift sehr unansehnlich geworden und die Schrift nicht mehr zu lesen war, wurde es im Jahr 2000 durch eine mit einfachen Mitteln mit demselben Motiv neu bemalte Blechtafel übernagelt. Die Einrichtung der Wildschutzzonen, die nicht betreten werden sollten, veranlasste 2004 eine Versetzung des Marterls um etwa 300 Meter ostwärts. Als ein weiterer Grund wurde die bessere Auffindbarkeit durch Wanderer angegeben. Wohl bei der Umsetzung kam es zum Absägen der Eichensäule, die dann durch eine Metallhalterung mit betoniertem Fundament befestigt wurde. Sie steht heute direkt am Karolinengeräumt etwas über einen Kilometer südwestlich der Diensthütte Gelbes Haus. Das Bild darauf zeigt Maria und Maria Magdalena neben dem gekreuzigten Christus. Die Inschrift auf der Tafel war allerdings im Jahr 2010 schon wieder nicht mehr zu erkennen. Sie lautete ursprünglich:

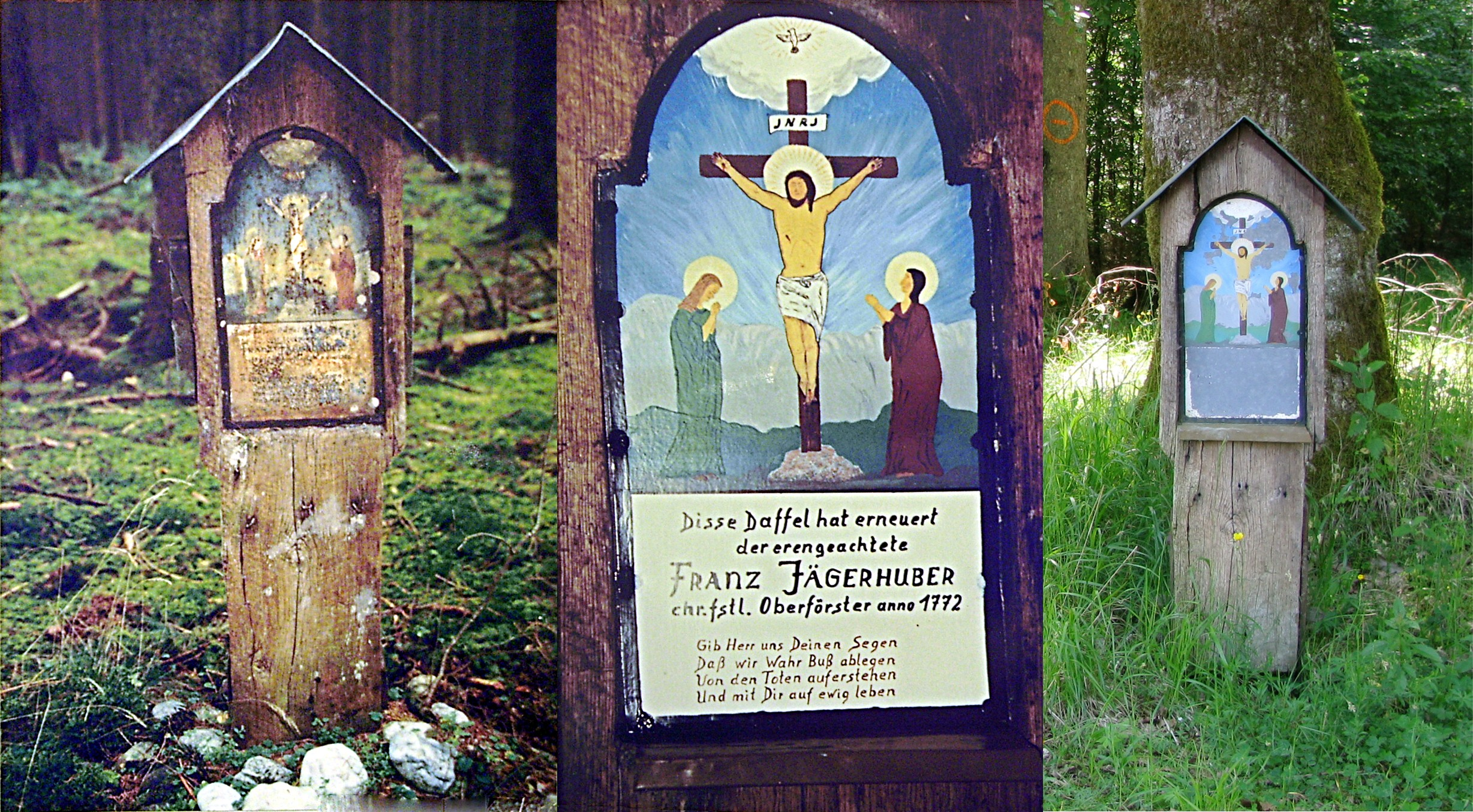
Grüne Marter vor ihrer teilweisen Erneuerung im Jahr 2000 (links), danach (Mitte), und 2010

Disse Daffel hat verlobt der erengeachtete Franz Jägerhuber chrfstl. Revierförster. anno 1772.
Gib Jesu uns Dein Segen

Daß wir wahre Buß ablegen

Von den Toten auferstehn

Und mit dir auf ewig leben.
Im Forstenrieder Park steht auch die Preysingsäule.

### Weiteres

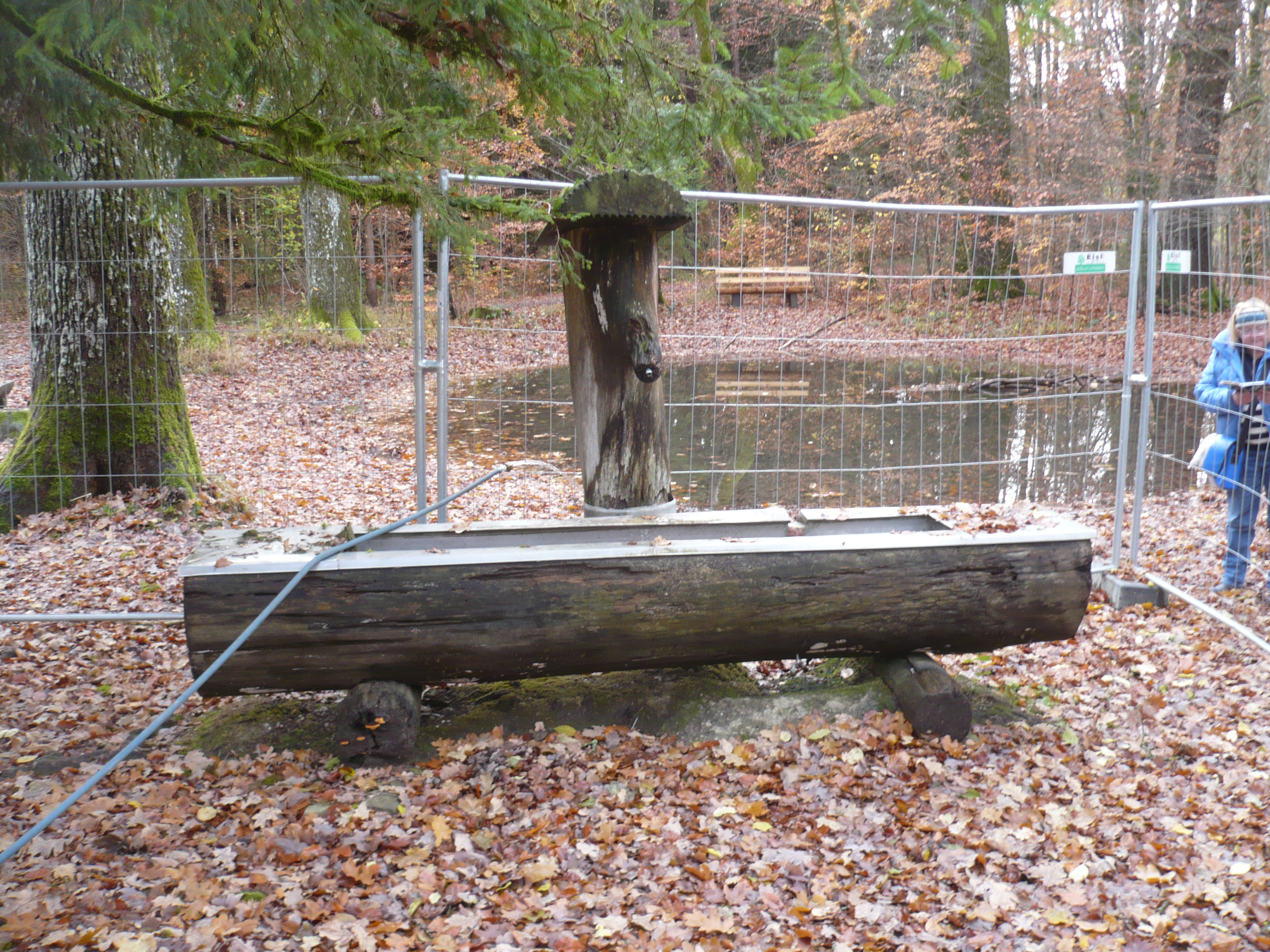
Wildtränke Sausuhle (Achterlacke), Zustand November 2023

Bei der Achterlacke  am Linkgeräumt zwischen Max-Joseph- und Karlgeräumt, auch als Sausuhle bezeichnet, befindet sich eine Tränke für das Wild. Dort befindet sich auch ein von der Stadt München betriebener Brunnen mit Trinkwasser. Da die über hundert Jahre alte, ca. 5 km lange von Großhesselohe über Warnberg führende Wasserleitung zuletzt über 90 % Verlust aufwies, wurde sie stillgelegt. Daher war der Brunnen ab Sommer 2010 außer Funktion und die Achterlacke nur spärlich oder gar nicht mit Wasser gefüllt. Inzwischen (Stand Sommer 2014) sind Achterlacke und Brunnen wieder in Betrieb. Gegenüber findet sich ein Waldspielplatz. Eine weitere Wildtränke der Stadt München liegt am Ludwigsgeräumt an der Kreuzung mit dem Karolinengeräumt. 

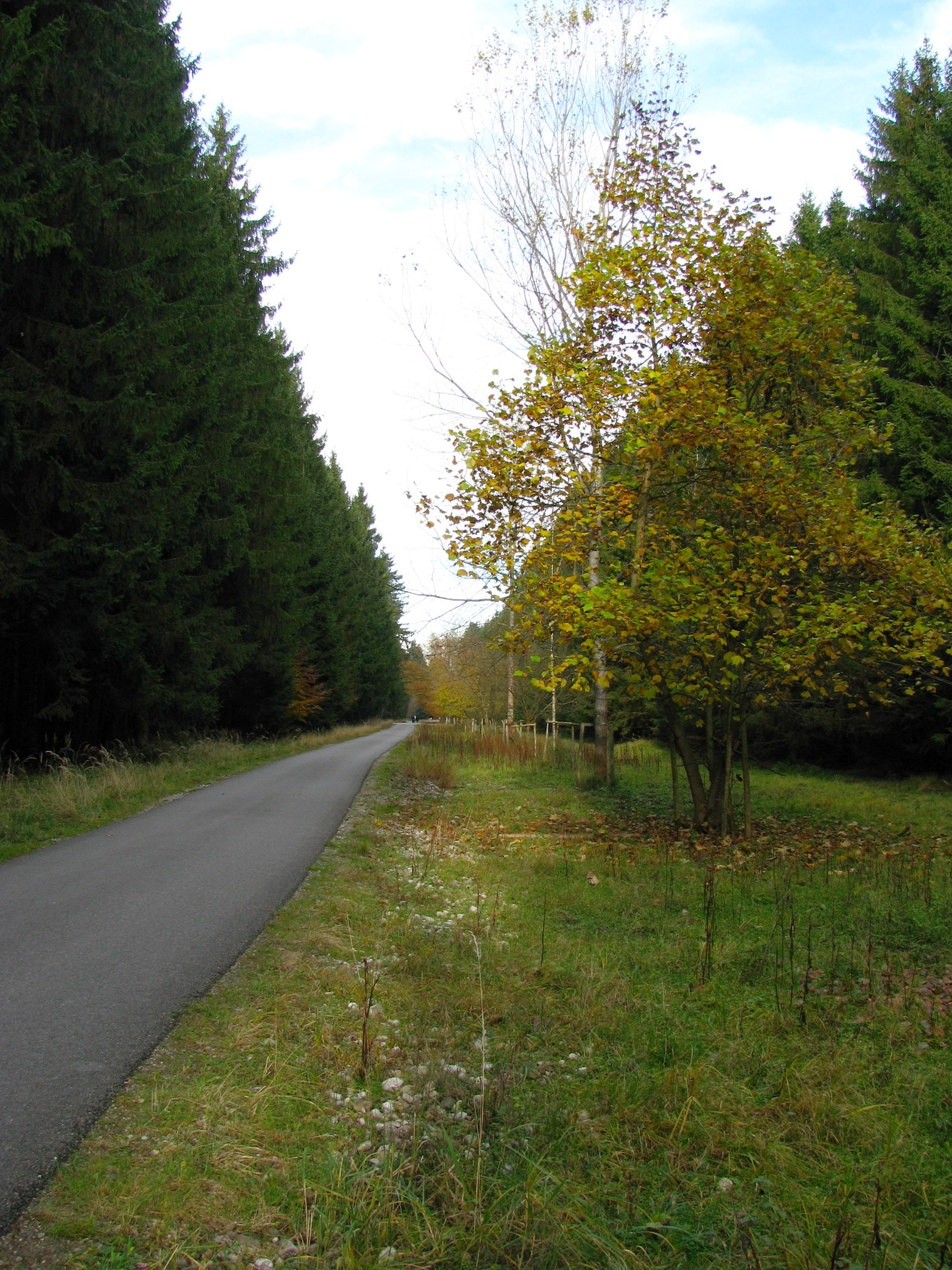
„Allee der Freundinnen und Freunde des Forstenrieder Parks“

In der Nähe der Achterlacke pflanzte der königliche Revierförster und Parkmeister Heller eine Baumgruppe in Form der Buchstaben L und M an. Dies sind die Anfangsbuchstaben der Namen der Könige Ludwig I. und Max II., zu deren Ehren er diese Anpflanzung auf der damaligen Waldwiese durchführte. Die Buchstaben der Königseichengruppe  sind etwa 80 Meter groß und trotz zwischenzeitlicher Aufforstung noch heute aus der Luft erkennbar.
Seit dem 25. April 1990 besteht an einem Abschnitt des Karolinengeräumts die Möglichkeit, 26 Bäume verschiedener überwiegend einheimischer Arten am selben Ort zu betrachten. Der Verein Schutzgemeinschaft Freunde des Forstenrieder Parks legte zu diesem Zeitpunkt dort eine Baumreihe an und nannte sie Allee der Freundinnen und Freunde des Forstenrieder Parks . Jeweils ein Exemplar folgender Arten ist zu sehen: Stieleiche, Hainbuche, Winterlinde, Vogelbeere, Bergahorn, Schneebirke, Rotbuche, Robinie, Roteiche, Rosskastanie, Mehlbeere, Bergulme, Sauerkirsche, Esche, Flatterulme, Schwarznuss, Feldahorn, Vogelkirsche, Wildapfel, Spitzahorn, Wildbirne, Silberpappel, Zwetschge, Birke, Espe und Tulpenbaum.